# Schönheide
Schönheide ist eine Gemeinde im sächsischen Erzgebirgskreis und liegt im Westerzgebirge.
Als Siedlung im frühen 16. Jahrhundert entstanden, war Schönheide bis ins ausgehende 20. Jahrhundert stark von Industrie geprägt. Bis 1900 wuchs die Gemeinde allmählich auf über 9.000 Einwohner an, seither ging die Einwohnerzahl deutlich zurück. 2024 lebten noch 4.017 Einwohner im Ort, seine Wirtschaft wird bestimmt von einer Mischung aus gewerblichen Arbeitsplätzen und solchen im Dienstleistungsbereich.

## Geografie

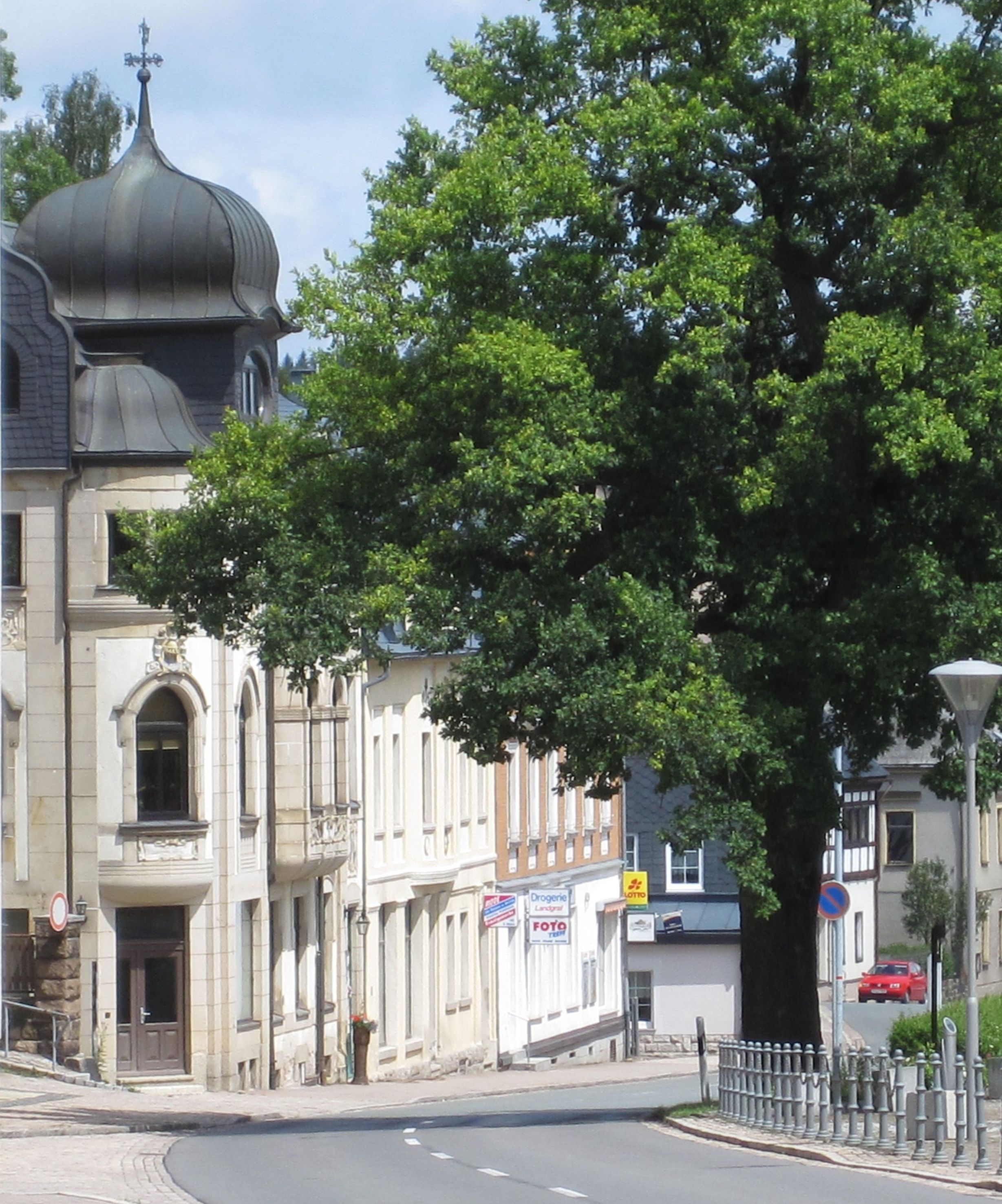
Stadtähnliche Bebauung an der Hauptstraße

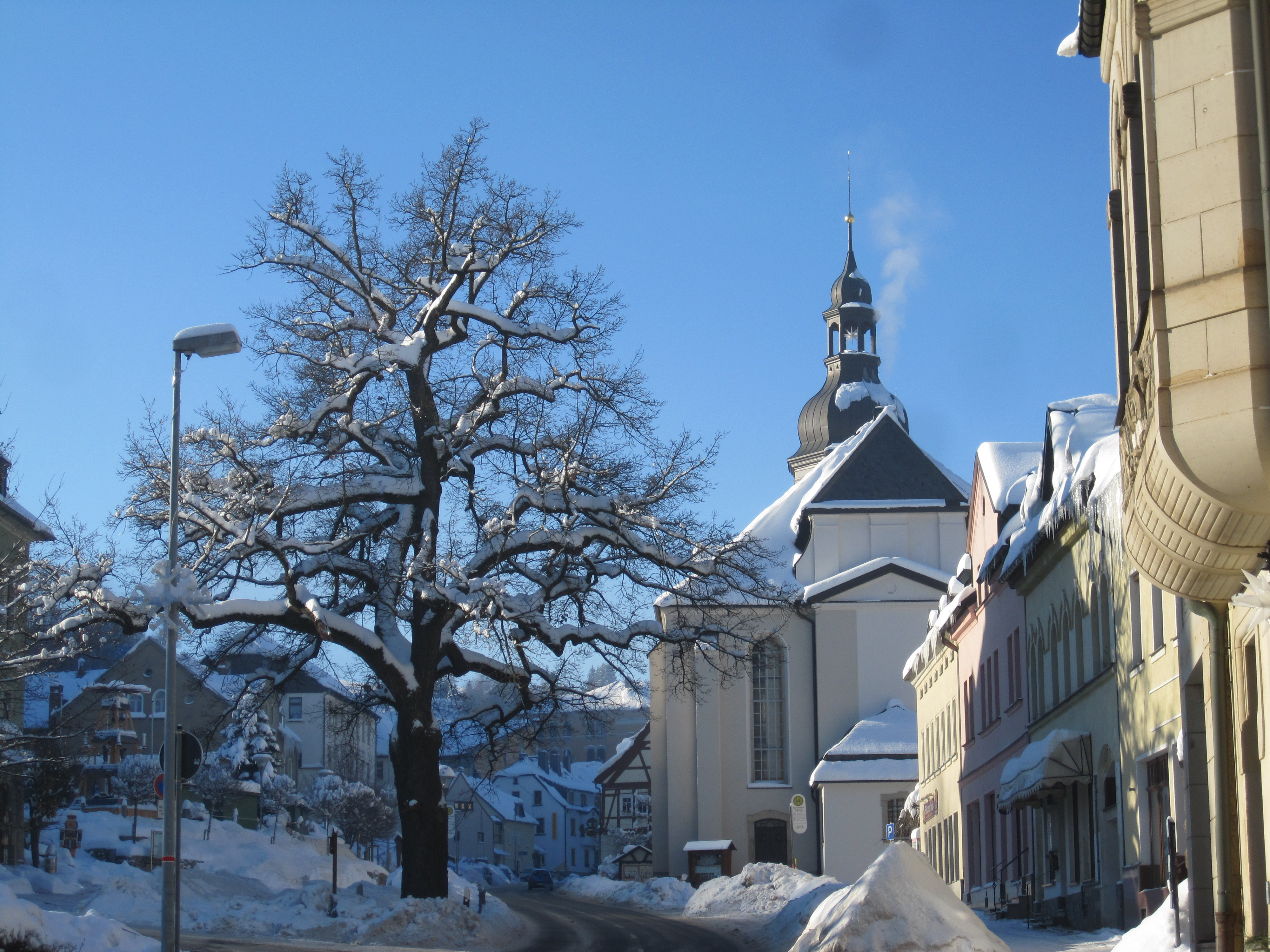
Dorfzentrum: Marktplatz mit Wappeneiche und Martin-Luther-Kirche

### Geografische Lage
Das mehr als fünf Kilometer lange Schönheide liegt mit seinen Ortsteilen Schönheiderhammer und dem flussaufwärts befindlichen Wilzschhaus im Tal der Zwickauer Mulde, welche die südliche Grenze der Gemeinde bildet. Von dort erstreckt sich der Ort im Tal des Schönheider Baches und des Dorfbaches Richtung Westen. Dabei steigt das Gelände beständig an von Schönheiderhammer mit 542 m bis zum höchsten Punkt im Gemeindegebiet, dem Laubberg mit 767 m ü. NHN. Der weitgehend unbewaldete „Knock“ ist mit 725,5 m ü. NHN der höchste Punkt im Bereich der Dorfmitte. Die Grenze nach Tschechien ist in südöstlicher Richtung etwa 11 Kilometer entfernt.

### Klima
Die Niederschlagsmittelwerte für Schönheide betrugen im Zeitraum von 1935 bis 1964 jährlich 1046 Millimeter und im Zeitraum von 1900 bis 1950 1038 Millimeter im Jahr. Für den im starken Luvbereich des Erzgebirges gelegenen Ort wurden zwischen 1901 und 1950 an der in 650 Meter hoch gelegenen Messstation diese monatlichen Mittelwerte gemessen (Januar bis Dezember): 77, 64, 69, 82, 100,107, 128, 112, 80, 79, 69, und 71. Die mittlere Summe des Jahresniederschlags macht im Schönheider Kuppengebiet 940 bis 995 Millimeter aus, die Jahresmitteltemperaturen bewegen sich um 6,3 °C bis 6,4 °C. In den von Hängen geprägten Rändern der Hochflächen sammelt sich die Kaltluft und fließt in die Haupttäler ab. Dadurch ergibt sich eine besondere Gefährdung durch Frost. Im Schönheider Kuppengebiet entsteht und sammelt sich oft Kaltluft. Hohlformen in Form von Senken stellen Kaltluftsammelgebiete dar mit der Folge einer besonderen Frostgefährdung. Dies gilt auch für das Schönheider Kuppengebiet.

### Nachbarorte
| Stadt Rodewisch und Gemeinde Steinberg im Vogtlandkreis | Gemeinde Stützengrün im Erzgebirgskreis     |                                     |
| Stadt Auerbach im Vogtlandkreis                         | Kompassrose, die auf Nachbargemeinden zeigt |                                     |
|                                                         | Gemeinde Muldenhammer im Vogtlandkreis      | Stadt Eibenstock im Erzgebirgskreis |

### Gemeindegliederung
Die Gemeinde besteht aus den vier Ortsteilen Schönheide, Schönheiderhammer mit Altes Wiesenhaus, Neuheide und Wilzschhaus. Aufgrund der Größe des Ortsteiles Schönheide wird dieser unterteilt in Ascherwinkel, Anger, Baumannsberg, Oberdorf, Fuchswinkel, Heinzwinkel, Mitteldorf, Schädlichsberg, Schwarzwinkel und Webersberg. Die Rote Mühle war bis in die 1930er Jahre ein Gemeindeteil von Schönheiderhammer, obwohl sie von Schönheider Gebiet umgeben war. Der bis 1973 zu Schönheide gehörende südwestlich im Wald gelegene Ortsteil Carolagrün war von 1899 bis 1965 eine Volksheilstätte für Lungenkranke, insbesondere zur Tuberkulose-Behandlung. Carolagrün ist seit der Eingemeindung Schnarrtannes 1995 ein Ortsteil von Auerbach/Vogtl.

### Naturräumliche Lage

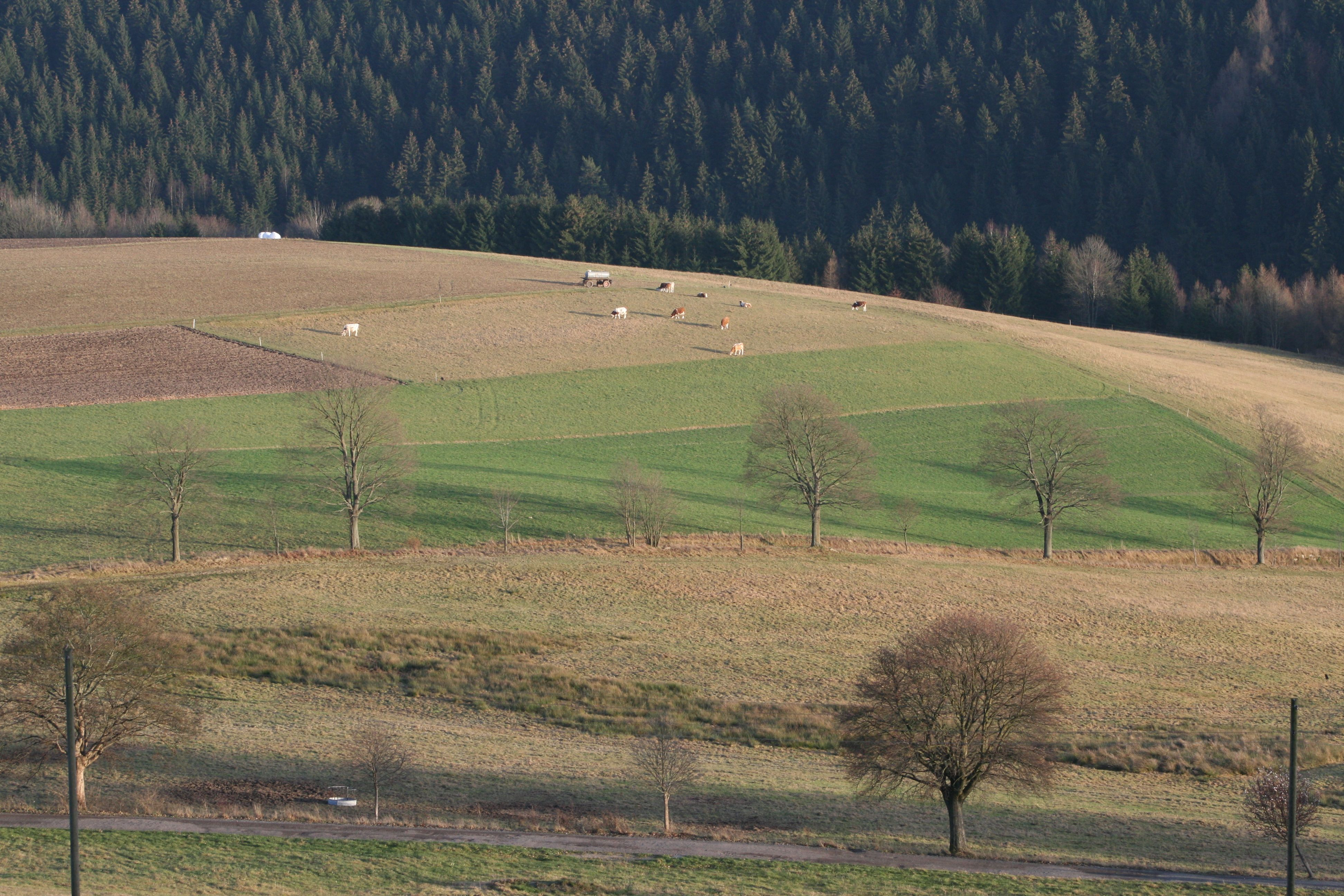
Landwirtschaft vor dem Muldental und nach Süden aufsteigenden Wäldern

Schönheide gehört nach der Definition der naturräumlichen Einheiten zur Naturregion Sächsisches Bergland und Mittelgebirge im Bereich der Makrogeochore Westerzgebirge, das für den hier relevanten Bereich aufgeteilt ist in die Mesogeochoren „Eibenstocker Bergrücken“ mit unter anderem „Rautenkranz-Schönheider Mulde-Tal“ und „Schönheider Hochflächen“ mit den Mikrogeochoren „Silberbach-Tal“, „Schönheider Kuppengebiet“ und „Schnarrtanner Hochfläche“. Das Sächsische Landesumweltamt beschreibt den naturräumlichen Charakter des oberen Westerzgebirges um Eibenstock: Bestimmende morphogenetische Einheiten sind Riedel-Tal-Gebiete, Bergrücken und Hochflächen aus metamorphen Gesteinen unterschiedlicher Härte sowie kuppige Granit-Hochflächen und führt das Schönheider Kuppengebiet mit einer Höhe von 590 bis 686 Metern an. Der „Eibenstocker Granit“ ist als Gestein prägend.
Das Bundesamt für Naturschutz stuft das Gebiet „Obere Lagen auf der Nordabdachung des West- und Mittelerzgebirges“, zu dem Schönheide gehört, als „Schutzwürdige Landschaft“ ein und ordnet es dem Landschaftstyp „Reine Waldlandschaft“ zu, also mit einem Waldanteil von über 70 %.
Schönheide liegt im Naturpark Erzgebirge/Vogtland und ist von Wiesen, Weiden und Wäldern umgeben. Das Bundesamt für Naturschutz stellt in seiner Beschreibung des Westerzgebirges heraus, dass sich eine der wenigen Hochflächen dieses Gebietes in Schönheide befindet. Ackerbau findet sich nur noch wenig. Die Wälder sind überwiegend Fichtenwälder, Mischwald hat einen sehr geringen Anteil. Vom Knock und von der Allee – zwei weitgehend unbewaldeten Erhebungen in Dorfnähe – hat man einen freien Blick über das Dorf und seine Umgebung bis zu den großen Wäldern südlich der Zwickauer Mulde und weiter bis zum Auersberg.

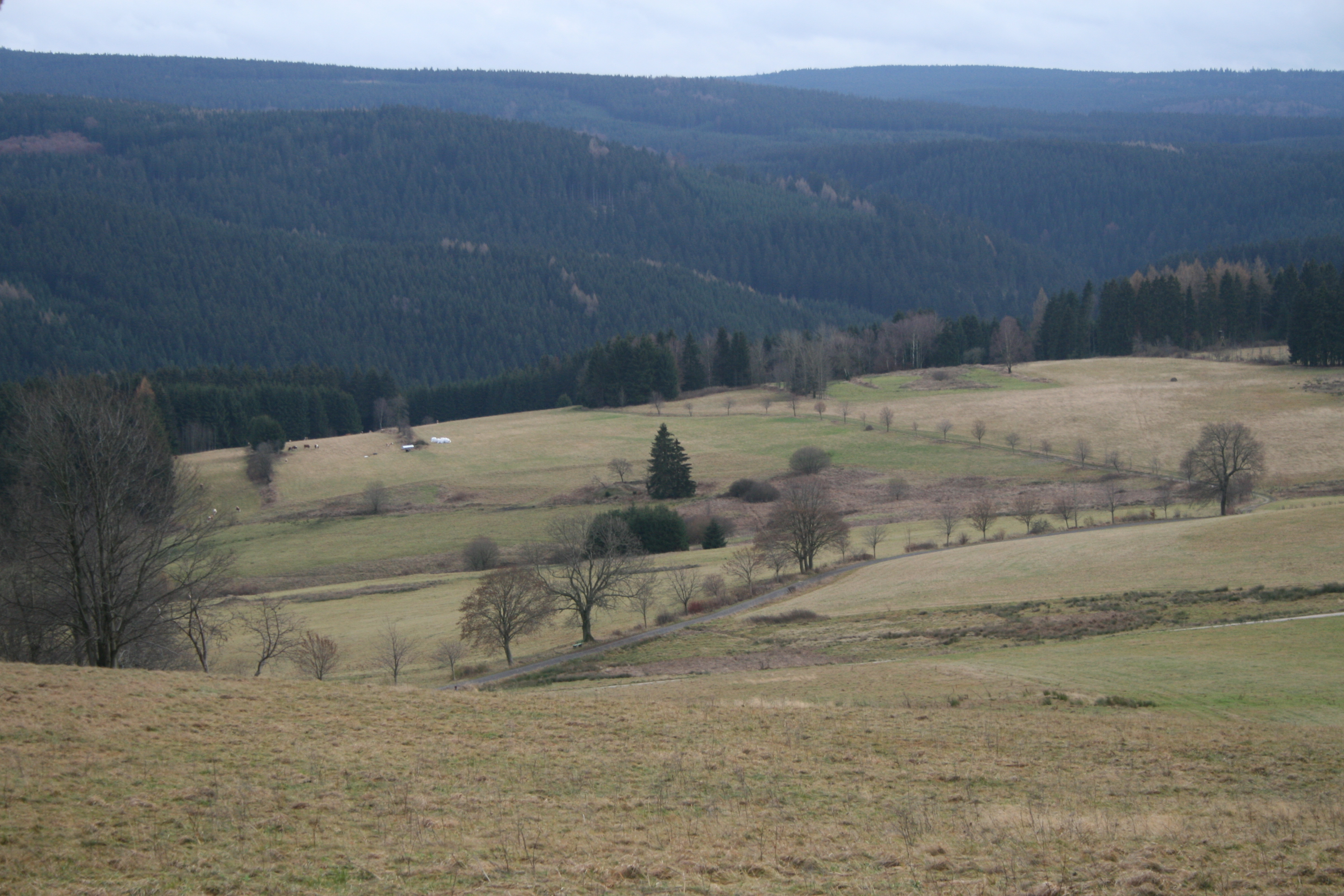
Bergwiesen am Knock im Herbst

### Naturgebiete

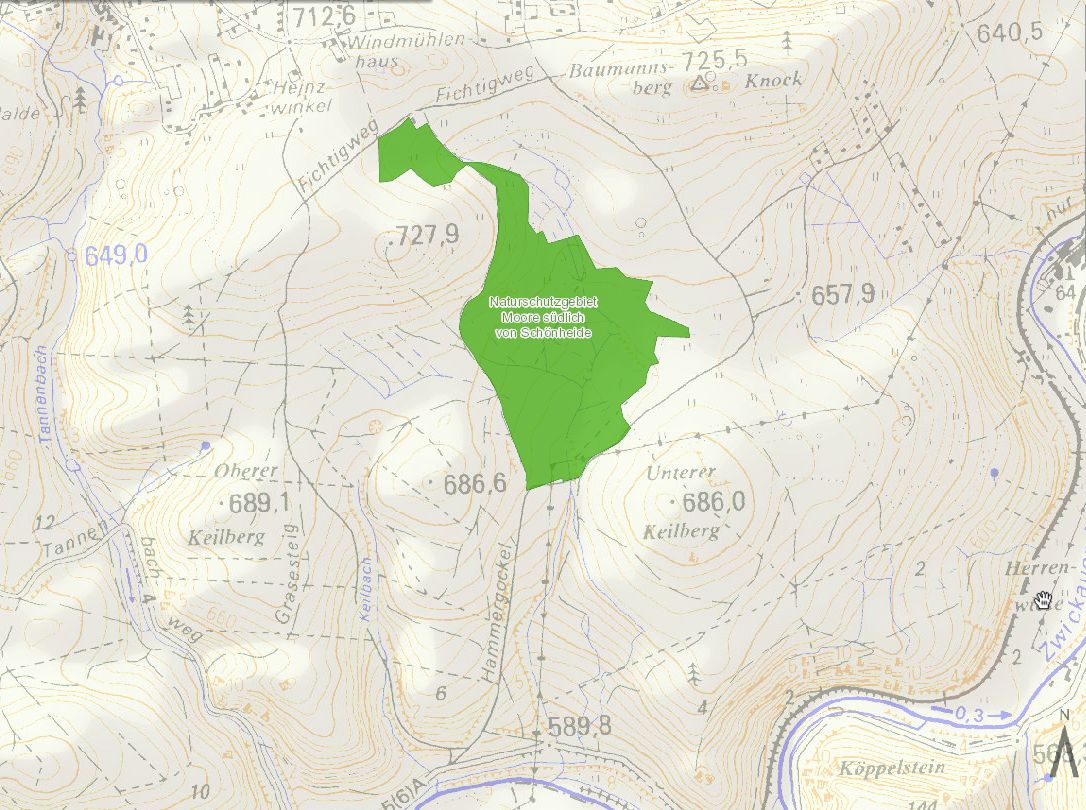
Naturschutzgebiet „Moore südlich von Schönheide“ beim Bundesamt für Naturschutz

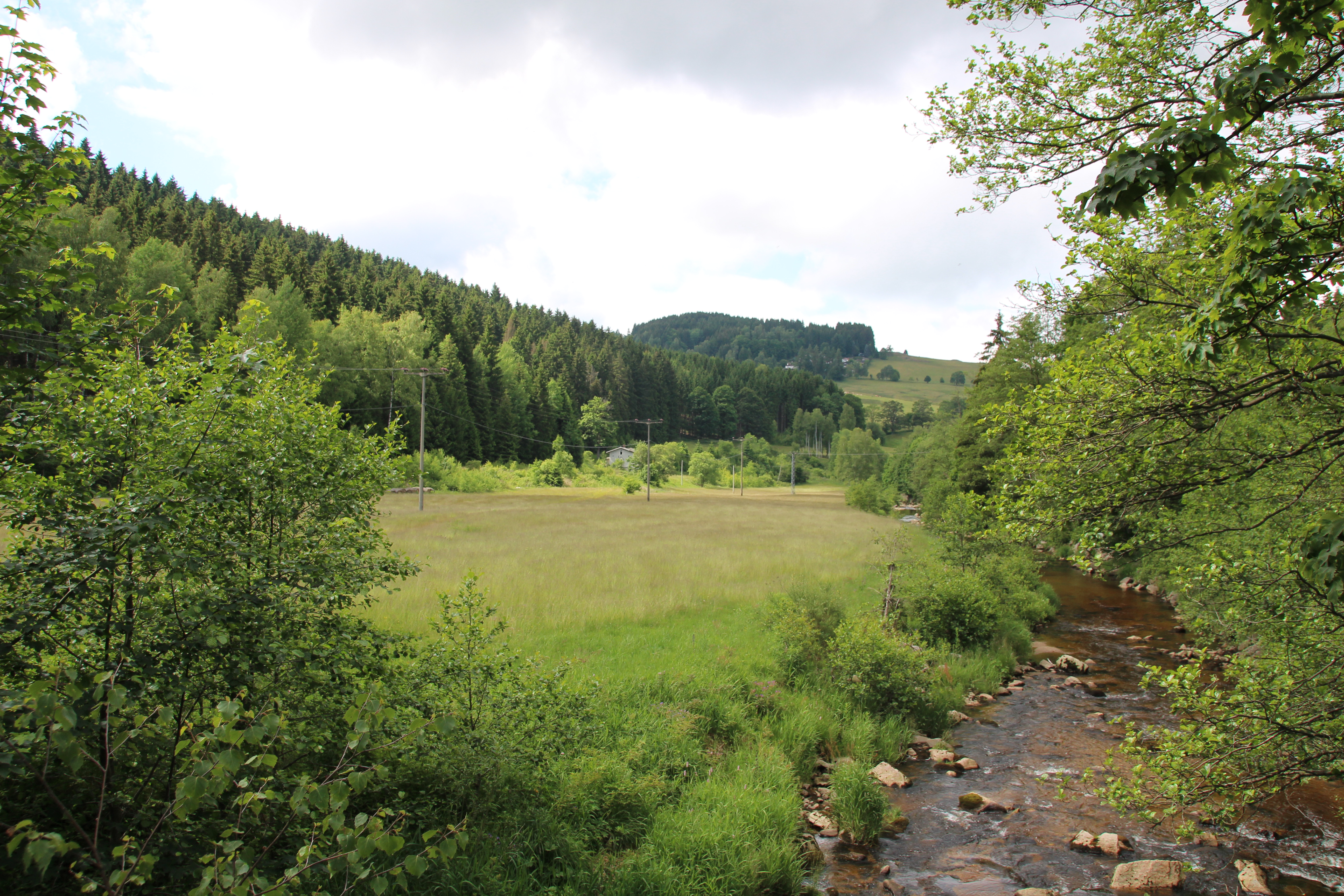
Die Herrenwiese als Teil des Natura 2000-Gebietes „Oberes Zwickauer Muldetal“ – eine „wertvolle Bergwiese“

- Bergwiesen am Südabhang des Knock als Natura-2000-Gebiet Bergwiesen um Schönheide und Stützengrün von zusammen 135,5 Hektar, davon Schönheider Anteil mit 93,2 Hektar 69 %.[17][18] Die Beschreibung des Bundesamts für Naturschutz fasst zusammen: „Komplex aus Grünlandbereichen mit Frisch-, Nass- und Bergwiesen sowie kleinflächigem Buchenmischwald, Moorwald und Zwischenmoor“. Zehn Lebensraumtypen (LRT) aus dem FFH-Regelwerk der Europäischen Union werden genannt, darunter Bergwiesen (LRT 6520) und Artenreiche Borstgrasrasen (LRT 6230), aber auch Silikatfelsen mit Felsspaltenvegetation (LRT 8220), Silikatfelsen mit Pionierrasen (LRT 8230) und Trockene Heiden (LRT 4030).[19] Für die Bergwiesen sind Goldhaferwiese und Bärwurz–Rot-Schwingel-Wiese charakteristisch. Letztere ist in den sächsischen Mittelgebirgen die häufigste Gesellschaft.[20]
- Tal der Zwickauer Mulde vom Ortsteil Wilzschhaus bis zum Beginn der ehemaligen Faserplattenfabrik als Schönheider Anteil am Teilgebiet 7 „Muldetal unterhalb Morgenröthe-Rautenkranz“ des Natura 2000-Gebietes „Oberes Zwickauer Muldetal“,[21] in der kontinentalen Liste der Gebiete von gemeinschaftlicher Bedeutung der Europäischen Kommission mit EU-Melde-Nummer 5540-302,[22] geschützt durch Verordnung der Landesdirektion Chemnitz vom 26. Januar 2011,[22] Erhaltungsziele in der Anlage der Verordnung.[22] Der nicht veröffentlichte Managementplan für dieses Gebiet enthält die Maßnahmen, die zur Erreichung der Erhaltungsziele geeignet sind.[22]
- Naturschutzgebiet Moore südlich von Schönheide in einer Größe von 27,83 Hektar.[23] Der Erzgebirgskreis gab die öffentliche Auslegung des Verordnungsentwurfs im Februar 2013 bekannt.[24] und erließ Ende 2013 die Schutzverordnung.[25] Basis der Unterschutzstellung ist die 100-seitige naturschutzfachliche Würdigung vom Januar 2012 durch ein Hallesches Fachbüro für Ökologie und Naturschutz.[26] In das Naturschutzgebiet wurden eingeschlossen:[23]
  - zwei Flächennaturdenkmale südlich des Knock, festgesetzt im Jahr 1979: „Wiese an den Baumgärtelskiefern“ mit einer Größe von einem Hektar und „Keilberg-Moor“ (0,18 Hektar)
  - Das „Schönheider Hochmoor“ (sog. Baumgärtels Kiefern) war von 1967[27] bis 1983 Naturschutzgebiet[28] und wurde dann gelöscht, weil trotz der Schutzregelungen ortsfremde Murray-Kiefern im Moor angepflanzt, Torfwiesen mit Fichten bestockt, Resttorfhügel abgetorft und die Mooraustrocknung durch Gräben betrieben wurden. Inzwischen wurden seit über zwanzig Jahren Renaturierungsaktivitäten entfaltet.[23]
  - Feuchtwiese neben dem „Pimpergarten“ am Fichtigweg.[29]
- Die Stieleiche auf dem Marktplatz neben dem Rathaus ist als Schönheider Wappeneiche seit 1958 ein Naturdenkmal.[30]
- Das seit 1999 geschützte Flächennaturdenkmal Heinzwinkel[31] entspricht weitgehend dem Teilgebiet 1 „Heinzwinkel“ des Natura-2000-Gebietes „Bergwiesen um Schönheide und Stützengrün“.

### Berge
Der höchste Berg im Gemeindegebiet ist der Laubberg (767 m ü. NHN). Er liegt kurz vor der Grenze zu Schnarrtanne. Nicht auf Schönheider Gemeindegebiet liegt der Kuhberg, mit einer Höhe von 794,6 m ü. NHN der höchste Berg im westlichen Erzgebirge nördlich der Zwickauer Mulde. Obwohl er seit der Errichtung eines Aussichtsturms 1894 auf zahllosen Ansichtskarten als „Kuhberg bei Schönheide“ bezeichnet wird, liegt er auf Stützengrüner Gemeindegebiet. In der Mitte des Dorfes stehen sich im Süden der teilweise bewaldete Berg Knock (725,5 m ü. NHN) und der unbewaldete Berg Allee (684 m ü. NHN), auch Oberförster-Knock genannt, gegenüber. Südlich des oberen Dorfteils liegt der unbewaldete Baumannsberg, mit einer Höhe von 725,5 m ü. NHN genauso hoch wie der Knock. Weiter südlich davon liegt ein in Karten unbenannter, vor Ort Schuchhübel genannter Berg (727,9 m ü. NHN). Ihm folgen weiter nach Süden zur Zwickauer Mulde hin der Große Keilberg (689,1 m ü. NHN), der Hammerkogel (686,6 m ü. NHN) und der Untere Keilberg (686 m ü. NHN). Nördlich des Ortsteils Fuchswinkel liegt der Fuchsstein (721,9 m ü. NHN), östlich des Ortsteils Webersberg (mit den beiden Anhöhen Vorderer – 652,3 m ü. NHN – und Hinterer Berg – 674,9 m ü. NHN) der Ottilienstein (687,9 m ü. NHN), im Bereich des Ortsteils Schädlichsberg der Vogelherd (636,4 m ü. NHN) und nördlich von Schönheiderhammer der Butterberg (647,1 m ü. NHN).

### Gewässer

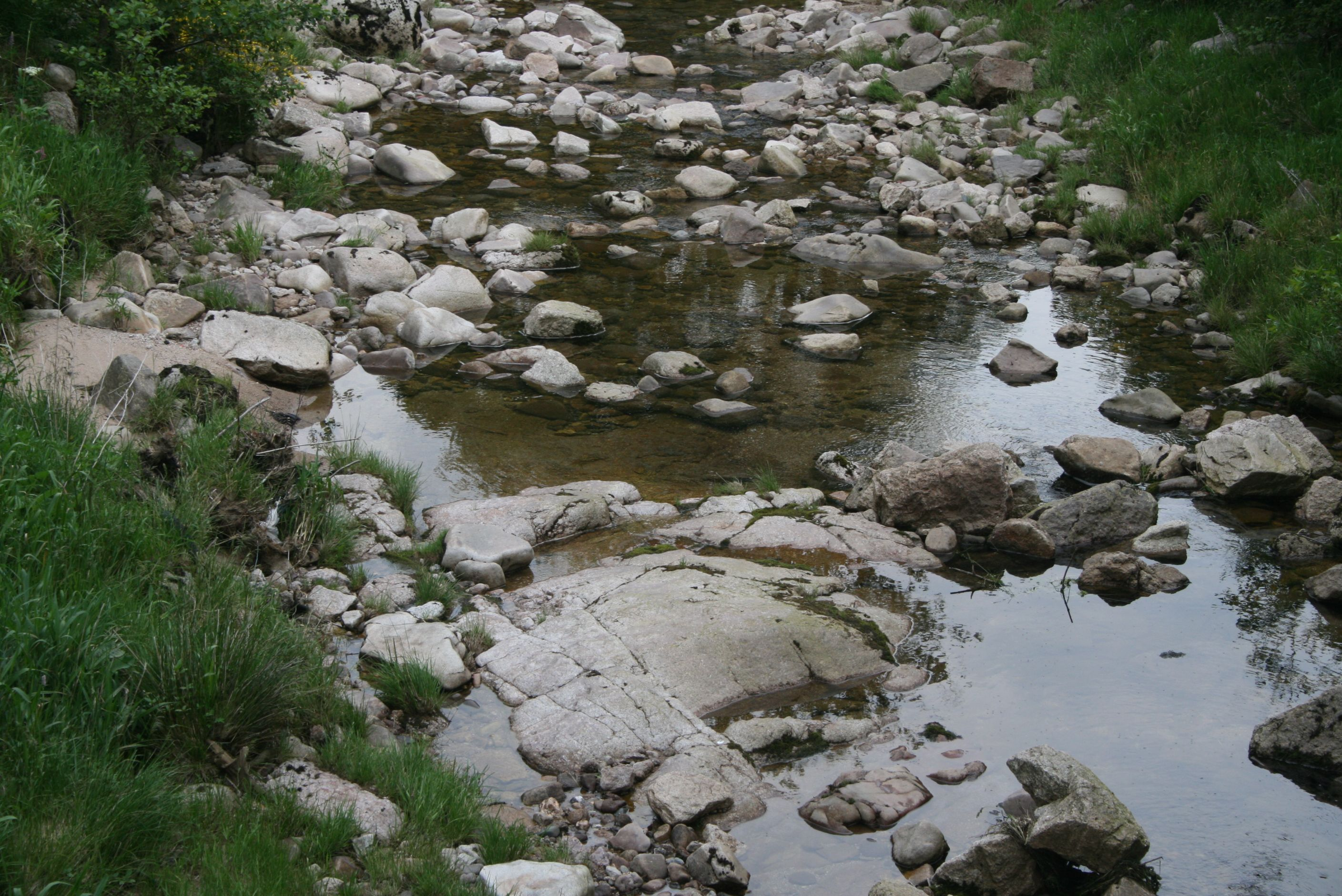
Zwickauer Mulde im Sommer an der Brücke bei der Herrenwiese

#### Fließgewässer
Neben zahlreichen unbenannten insbesondere Waldbächen südlich von Schönheide fließen auf Schönheider Gebiet diese Bäche der Zwickauer Mulde zu:
Der Silberbach ist der längste der durch die südlich von Schönheide liegenden Wälder fließenden Bäche: Seine beiden Zuflüsse entspringen im Wald in etwa 725 m Höhe östlich des 767 m hohen Laubberges (auf Schönheider Gemeindegebiet östlich von Schnarrtanne). Nach etwa einem Kilometer östlicher Fließrichtung vereinigen sich beide Quellbäche und fließen durch den Wald nach Süden. In 651 m Höhe durchquert der Silberbach den Schönheider Stausee und fließt östlich von Carolagrün in einem Teilbereich des früheren Fachkrankenhauses Bad Reiboldsgrün durch ein Wiesental, um den Rest seines Laufes in südöstlicher Richtung ausschließlich durch Wald der Zwickauer Mulde zuzustreben, wo er gleich am Ortsausgang nördlich von Wilzschhaus in 585 m Höhe mündet. Bis auf ein kurzes Stück im Wiesental bei Carolagrün verläuft der Silberbach nur auf Schönheider Gebiet. Er ist im unteren Bereich ein Forellengewässer, seit die diffusen Verunreinigungen durch Gewässerreinhaltung beseitigt sind.

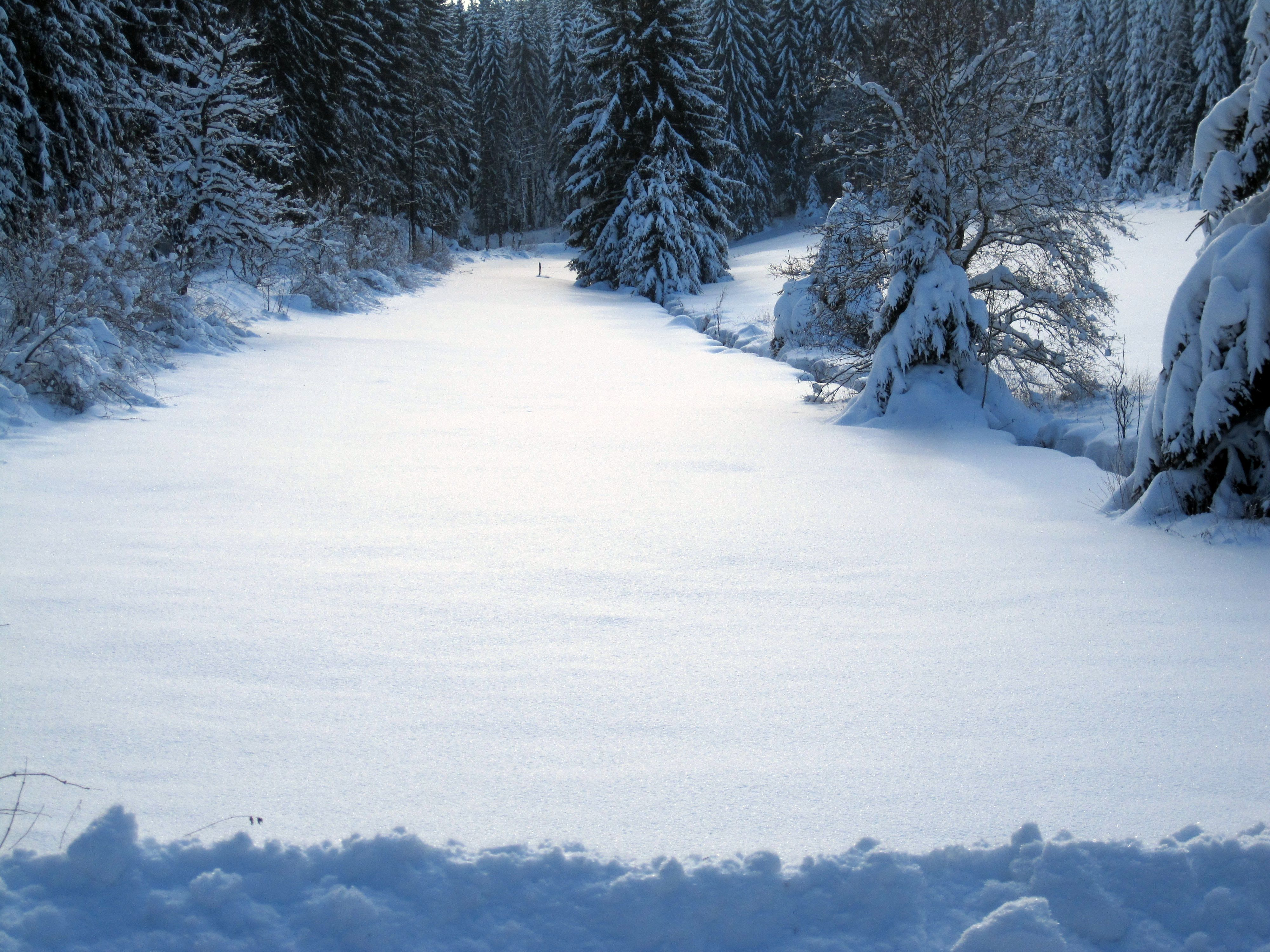
Winter im Tal des Tannenbachs

Der Tannenbach entspringt in 700 m Höhe in Oberschönheide am Ortsausgang Richtung Schnarrtanne und fließt, die Carolagrüner Straße unterquerend, nach kurzer Strecke zwischen Wiesen im Wald in tief eingeschnittenem, Granitfelsen umsäumtem Tal steil abwärts. In 585,5 m Höhe mündet er östlich von Wilzschhaus in die Zwickauer Mulde. Auch der Tannenbach ist im Unterlauf ein Forellengewässer.
In etwa 675 m Höhe entspringt der Keilbach im südlich des Knock gelegenen Waldgebiet Schönheides zwischen Oberem Keilberg (689,1 m) und einem unbezeichneten, westlich des Unteren Keilbergs liegenden Berg (686,6 m). Er fließt ausschließlich durch lichtungslosen Wald steil der Zwickauer Mulde zu, in die er östlich des Tannenbachs mündet.
Der Schönheider Bach bzw. Dorfbach Schönheide (Gewässerkennzahl 54115732) entspringt südöstlich des Kuhberges in über 730 m Höhe, durchfließt in östlicher Richtung Neuheide – dort trieb er das Rad der Roten Mühle an –, nimmt die Wasser des aus Stützengrün kommenden Schwarzen Bachs auf und wird von aus dem Webersberg und von Neuheide zufließenden namenlosen Bächen zusätzlich gespeist. Nach dem Bau des Abwassertunnels durch die Talsperre Eibenstock im Jahr 2000 erreichte er im Jahr 2003 eine Gewässergüte von I bis II.
Einer der Hauptzuflüsse ist der Schönheider Dorfbach, der fast das ganze Dorf Schönheide von West nach Ost durchfließt und an dem entlang die erste Besiedlung stattfand, heute noch an den Waldhufen der Flur zu erkennen. Seit Abschluss der letzten Arbeiten Ende der 1930er Jahre ist der Dorfbach fast auf ganzer Länge verrohrt. Er mündet in Unterschönheide am „Paradies“ im Bereich der früheren Fischer-Mühle in den Schönheider Bach, an dessen unteren Lauf früher mehrere Mühlen (darunter die Stauden-Mühle) betrieben wurden. Dieser fließt in Schönheiderhammer in die Talsperre Eibenstock.
Das Kuhbergmassiv ist eine Wasserscheide zwischen Zwickauer Mulde und Saale. Die aus ihm nach Westen fließenden Bäche strömen zur Saale, die nach Osten zur Zwickauer Mulde. Südlich des Kuhbergs entspringt in einer Höhe von 700 m der Holzbach (Gewässerkennzahl 566222), der an den zu Schnarrtanne gehörenden Hahnenhäusern vorbei in westlicher Richtung fließt, um dann an der Straße zwischen Wernesgrün und Schnarrtanne in Nordrichtung dem Wernesbach zuzustreben, in den er an der Bundesstraße von Wernesgrün nach Rodewisch mündet. Der Holzbach ist der einzige Bach mit Namen aus dem Schönheider Gemeindegebiet, dessen Wasser nicht in die Mulde fließt, sondern in die Saale.

#### Stillgewässer
Der Stausee hat eine Wasserfläche von 37.000 Quadratmetern. Er liegt in 651 m Höhe südlich der Auerbacher Straße im Wald und wurde in den 1930er Jahren im Zuge von Arbeiten des Reichsarbeitsdienstes angelegt. Eigentümer ist das Land Sachsen, die Gemeinde Schönheide hat die Wasserfläche und deren Umgebung als Badegewässer gepachtet. Das Angebot, diese Flächen zu kaufen, lehnt die Gemeinde ab. 2018 wird der in Jahrzehnten entstandene Schlamm im Einlaufteich oberhalb des Stausees, der etwa 4.000 Tonnen ausmacht, entnommen und abtransportiert. Durch das Entleeren des Einlaufteiches über Rohre und den Verzicht auf den Durchstich des Dammes zur Entleerung werden kein Schlamm und sonstige Trübstoffe in den Stausee geschwemmt. Dadurch kann der Stausee während der Entleerung des Einlaufteiches weiter als Badesee genutzt werden. Den See durchfließt der Silberbach. An diesem Bach wurde bereits 1690 ein in Privatbesitz befindlicher Teich bei Schönheide erwähnt.
Von den drei Teichen in Neuheide diente der unterste, der Mühlenteich, der Wasserregulierung für den Betrieb der Roten Mühle.
Auch der Schwarze Teich im Schwarzwinkel, der östlich des Münzbachtals von einem vom Webersberg herabkommenden namenlosen Bach durchflossen wird, wird möglicherweise entstanden sein, damit die Mühlen am Schönheider Bach auch bei niedrigem Wasserstand betrieben werden konnten.
Der Katzenteich im Bereich der Kleingartenanlage südlich des Berges Knock ist ein von Menschen geschaffener Teich.
Der Teich auf dem Gelände der großen Bürstenfabrik im Ortsteil Ascherwinkel war als Löschwasserteich und Nasslager für Bürstenholzstämme angelegt worden.

#### Hochwasser 2013

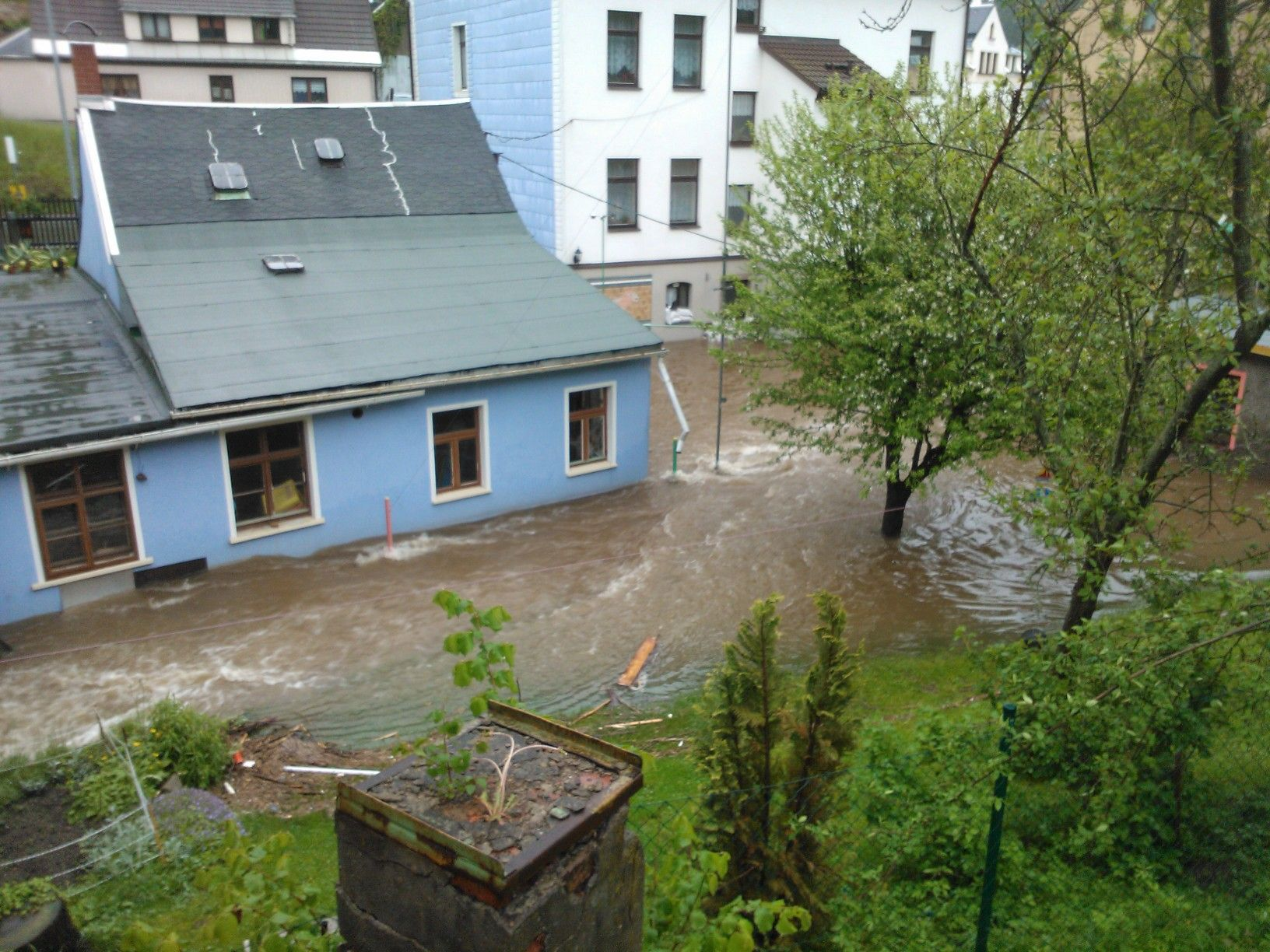
Der Schönheider Bach beim Hochwasser am 2. Juni 2013 im Bereich Paradies

Bei dem Hochwasser Anfang Juni 2013 überflutete der Schönheider Bach das Kunsteisstadion im Ortsteil Neuheide. Trotz des kurzen Laufs bis zum Stadion hatte Starkregen das Wasser so steigen lassen, dass es einen Meter hoch im Stadion stand und die Kühlaggregate irreparabel beschädigte. Die Wassermassen überschwemmten in Schönheide auch ein Autohaus sowie mehrere Geschäfte und Wohnhäuser. Vom 29. Mai bis 3. Juni fielen am Messpunkt Eibenstocker Talsperre 218 mm Niederschlag.

### Flächennutzung
| Nutzung                       | Fläche in ha |
| ----------------------------- | ------------ |
| Siedlungs- und Verkehrsfläche | 279          |
| davon Gebäude- und Freifläche | 153          |
| davon Betriebsfläche          | 3            |
| davon Erholungsfläche         | 12           |
| davon Friedhofsfläche         | 3            |
| davon Verkehrsfläche          | 108          |
| Landwirtschaftsfläche         | 642          |
| Wasserfläche                  | 79           |
| Waldfläche                    | 1.791        |
| Flächen anderer Nutzung       | 19           |
| Gesamtfläche                  | 2.810        |

Das Gemeindegebiet ist zu fast 64 Prozent mit Wald bedeckt. Damit liegt Schönheide deutlich über dem Durchschnitt des Erzgebirgskreises von 44,9 Prozent und hat einen mehr als doppelt so hohen Waldanteil wie die Bundesrepublik Deutschland mit 30,1 Prozent. Die landwirtschaftlich genutzte Fläche macht in Schönheide 22,9 Prozent aus, im Erzgebirgskreis 40,5 Prozent und in Deutschland 52,3 Prozent. Bedingt durch den überproportional hohen Waldanteil liegt der Anteil der Landwirtschaftsfläche sehr deutlich unter dem der Region und dem Deutschlands. Neben den Bächen und Teichen sowie dem Schönheider Anteil an der Zwickauer Mulde gehört zum Gemeindegebiet auch ein Teil der Eibenstocker Talsperre.
Der Flächennutzungsplan der Gemeinde Schönheide als Grundlage der Bauleitplanung aus dem Jahr 2002 kann auf der Website der Gemeinde heruntergeladen werden.

## Geschichte

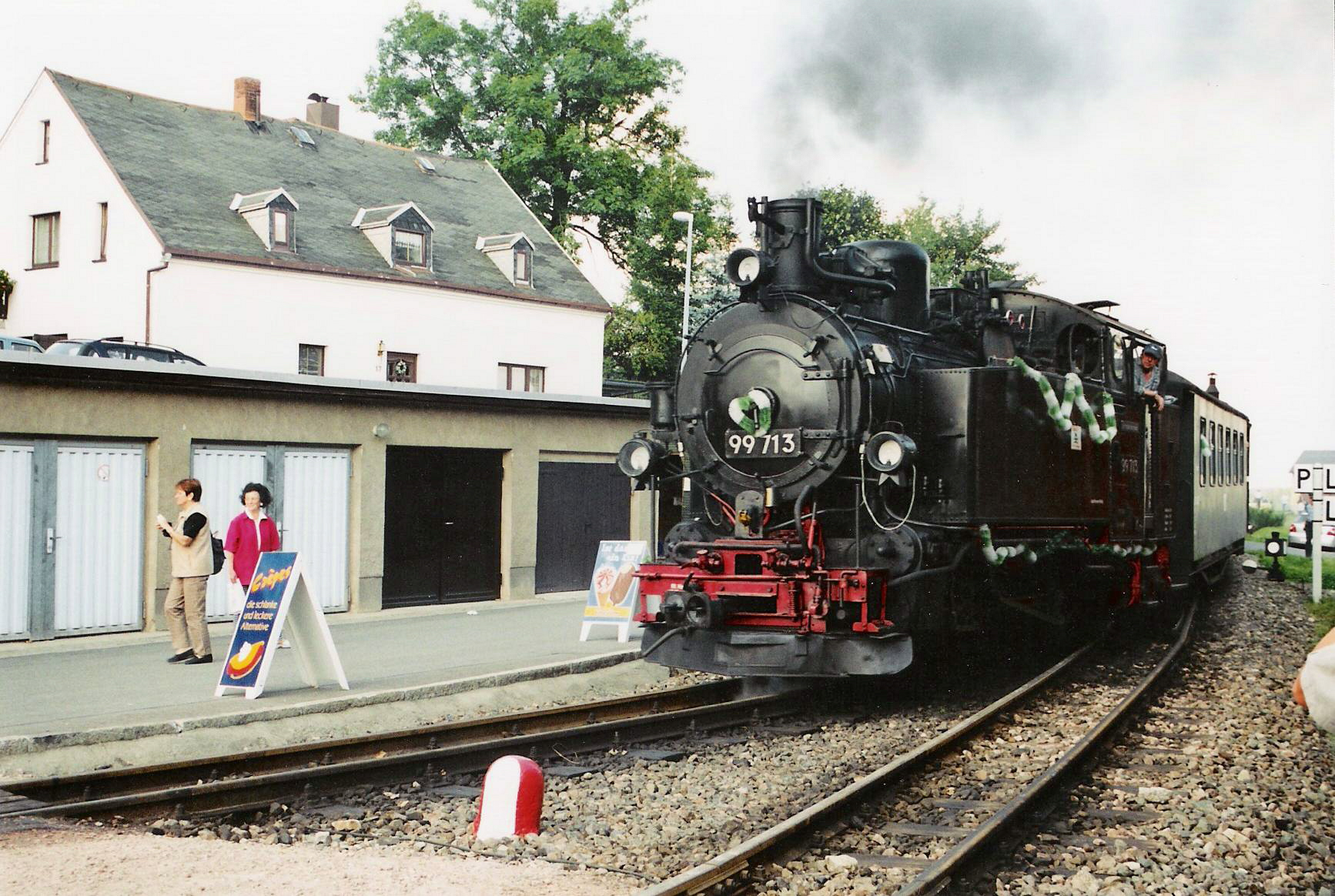
Die 750-Millimeter-Schmalspurbahn im Museumsbetrieb

Als erster Siedler im Schönheider Gebiet gilt Urban Männel, der 1537 das erste Haus errichtet haben soll. Das Türkensteuerregister des Jahres 1542 nennt die Namen von 12 Bauern, die hier lebten. Als Gemeinde wurde Schönheide mit einem Befreiungsbrief des Gebietsherrn Balthasar Friedrich Edler von der Planitz vom 20. März 1549 förmlich gegründet. Die damals verliehenen Rechte und Freiheiten wurden der Gemeinde Schönheide am 6. August 1686 durch Kurfürst Johann Georg III. von Sachsen bestätigt.
Am 23. Dezember 1563 kam der Ort durch Verkauf in den Besitz der Wettiner und damit zur Herrschaft Schwarzenberg. 1566 wurde in Schönheiderhammer das heute noch als Eisengießerei betriebene Eisenhammerwerk gegründet. Im Jahre 1596 wurde die seit 1935 Martin-Luther-Kirche genannte Kirche errichtet. Sie stürzte 1764 ein. Dabei kam ein Mann ums Leben. Die Kirche wurde nach Plänen von Christian Döltz von 1766 bis etwa 1773 in der heutigen äußeren Form neu gebaut und anschließend bis 1835 im Innern ausgebaut und ausgemalt. 1669 wurde eine Handwerkerinnung gegründet.
Der Ortsname wurde im Laufe der Geschichte unterschiedlich geschrieben. 1542 Schönnheyde, 1549 Schonheyde, 1557 Schönheyde, 1572 Schonheida, 1572 Schönheida, 1791 Schönheyda. Ab 1875 wurde die heutige amtliche Schreibweise Schönheide eingeführt.

### 19. und 20. Jahrhundert
Mit dem Bau der Bahnstrecke Chemnitz–Adorf erhielt der Ort 1875 in Schönheiderhammer und Wilzschhaus Bahnanschluss. Zwischen 1880 und 1900 wurden mehrere noch heute bestehende öffentliche Gebäude gebaut: Rathaus 1882, Post 1891, Geschwister-Scholl-Schule 1896–1898. Die Flemming-Fabrik aus dem Jahr 1896 wurde in den 2000er Jahren abgerissen, ebenso eine der beiden Lenks-Villen, Jugendstilbauten aus der Zeit um 1900. 1893 kamen mit dem Bau der Schmalspurbahn Wilkau-Haßlau–Carlsfeld der Bahnhof Schönheide Mitte und die Haltepunkte Oberschönheide und in Neuheide dazu.
In der Zeit zwischen 1914 und 1945 zog in Schönheide wie auch im restlichen Erzgebirge durch die Kriege hohe Arbeitslosigkeit und Armut ein. Bereits 1923 war eine NSDAP-Ortsgruppe gegründet worden, Schönheide wurde vom Eibenstocker Tageblatt als „alte nat.-soz. Hochburg“ bezeichnet und war eine der ersten Gemeinden in Deutschland, die Adolf Hitler unmittelbar nach der „Machtergreifung“ der Nationalsozialisten 1933 zum Ehrenbürger ernannte. Während des Zweiten Weltkrieges fanden Propagandaveranstaltungen und Aufmärsche, darunter auch der SA-Standarte 105, im Dorf statt. Der Reichsarbeitsdienst errichtete im Ort das Lager 4/152.
Gegen Ende des Zweiten Weltkriegs wurde am 21. Februar 1945 in einem Raum der Firma Schuricht, später teilweise im neuerrichteten Barackenlager der Firma Textildruck Arlt, ein Außenlager des KZ Flossenbürg eingerichtet, in dem 50 KZ-Häftlinge für die Firma R. Fuess (Berlin) Zwangsarbeit verrichten mussten. Diese Häftlinge mussten um den 13. April 1945 zu einem anderen Lager „marschieren“, vermutlich zu Aufräumarbeiten. Einige Tage später wurden sie auf den Todesmarsch nach Karlsbad geschickt.

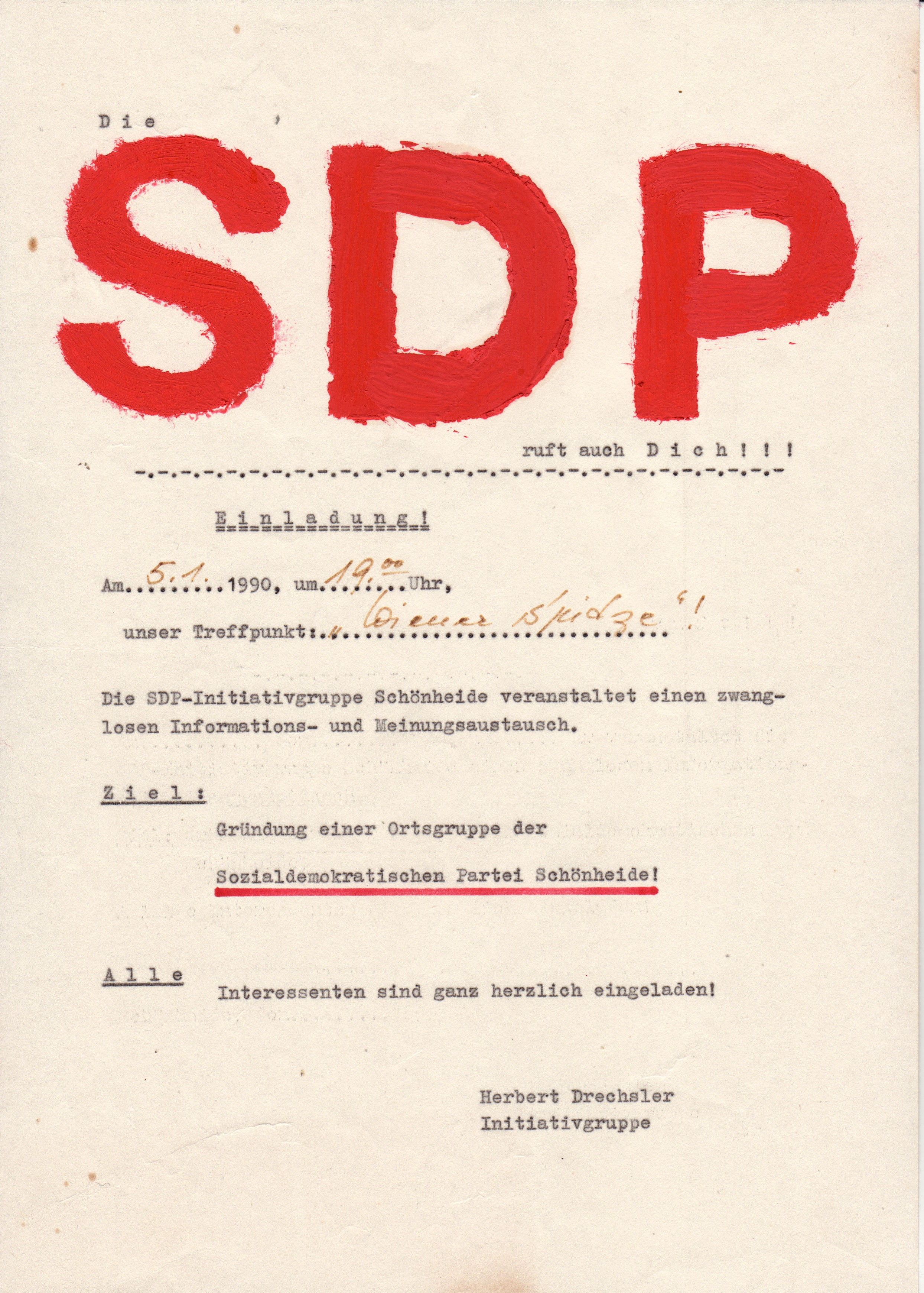
Aufruf zur Gründung der Ortsgruppe Schönheide der Sozialdemokratischen Partei im Januar 1990

### Seit 1945
Die Gemeinden Schönheide, Schönheiderhammer und Neuheide wurden am 1. Juli 1948 in einem rückwirkend in Kraft getretenen Gesetz zusammengelegt (Gesetz über den Zusammenschluss der Gemeinden Schönheide, Schönheiderhammer und Neuheide – Landkreis Aue – vom 29. April 1949). Der Sächsische Landtag hatte dieses Gesetz einstimmig verabschiedet.
1974 begann der Bau der Talsperre Eibenstock. Dadurch musste 1975 die Bahnstrecke im Muldetal zwischen Blauenthal und Schönheide Ost stillgelegt werden. 1977 erfolgte auch die Einstellung der Schmalspurstrecke, auf einem Teilstück verkehrt heute eine Museumsbahn.
Ab 1990 wurde die Infrastruktur ausgebaut, aber durch die Stilllegung vieler Betriebe stieg auch wieder die Arbeitslosigkeit an.

## Statistik

### Entwicklung der Bevölkerungszahl
Nach den im Jahr 1542 namentlich erwähnten zwölf Bauern, zu denen deren Familien und Gesinde hinzuzurechnen sind, kamen weitere Siedler, so dass 1563, dem Jahr, in dem Schönheide an den Kurfürsten August verkauft wurde, die Zahl auf 49 Bauern anstieg. Außerdem bestand ein herrschaftliches Vorwerk mit seinen Bewohnern, das Uttmannsche Vorwerk. 1572 waren 56 Ansässige erreicht, davon sechs Vollbauern, auch Anspanner genannt, 48 Hintersassen, also Bauern mit nur einem halben Lehen oder weniger, und zwei Eingebäuder oder Häusler. Auch hier sind Familien und Gesinde noch hinzuzurechnen, wohl um sieben bis 10 Personen pro Hausstand, dies ergäbe rechnerisch eine Einwohnerzahl von 392 bis 560.
| - 1600: 550 - 1657: 1.200 - 1705: 1.720 - 1780: 3.000 - 1801: 3.798 - 1834: 5.043 - 1855: 5.144 | - 1871: 5.535 - 1900: 9.053 - 1925: 9.089 - 1939: 8.835 - 1946: 8.346 - 1950: 10.519 - 1960: 8.980 | - 1964: 8.096 - 1990: 6.347 - 2000: 5.662 - 2002: 5.451 - 2005: 5.316 - 2007: 5.193 - 2009: 5.047 | - 2011: 4.918 - 2012: 4.836 - 2013: 4.738 - 2016: 4.502 - 2017: 4.469 |

Angaben ab 1801 jeweils für Schönheide, Neuheide und Schönheiderhammer zusammen
Im Jahr 1989 wurde Schönheide als die „zweitgrößte DDR-Gemeinde“ bezeichnet. Von den 4.918 Einwohnern am 31. Dezember 2011 waren 2.415 männlich und 2.503 weiblich. 23 waren Ausländer.
Der Wegweiser Kommune der Bertelsmann-Stiftung prognostiziert der Gemeinde eine Einwohnerentwicklung bis 2030, die dem seit über 20 Jahren zu beobachtenden Trend entspricht. Dies differiert kaum von den Daten für den Erzgebirgskreis in der 5. Regionalisierten Bevölkerungsprognose bis 2025 für Sachsen des Statistischen Landesamtes.

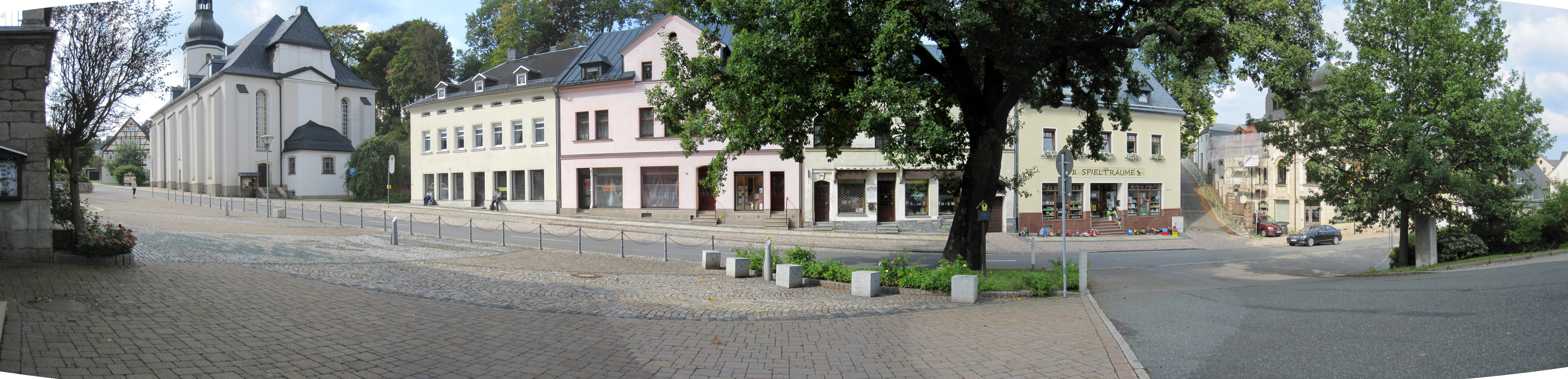
Stadtähnliche Bebauung am Marktplatz gegenüber dem Rathaus: links die Martin-Luther-Kirche, rechts der Mitte die Wappeneiche

### Altersstruktur
Zum Stichtag 31. Dezember 2011 waren 13,7 Prozent (675) unter 20 Jahre alt, 48,2 Prozent (2.371) zwischen 20 und unter 60 Jahre sowie 38,1 Prozent (1.872) 60 Jahre und älter. Die Altersstruktur Schönheides unterscheidet sich deutlich von der ganz Deutschlands. Die Daten des Jahres 2010 weisen einen Anteil der unter 20-Jährigen von 18,4 Prozent (Schönheide minus 4,7 Prozentpunkte) aus, bei den 20 bis unter 60-Jährigen von 55,3 Prozent (Schönheide minus 7,1 Prozentpunkte) und bei der Altersgruppe „60 Jahre und älter“ von 26,3 Prozent (Schönheide plus 11,8 Prozentpunkte). Nach dem Zensus 2011 beträgt der Jugendquotient (Anzahl der unter 18-Jährigen je 100 Personen im Alter von 18 bis unter 65 Jahren) im Jahr 2011 genau 22 gegenüber 30 im Jahr 1990. Dagegen stieg der Altenquotient (Anzahl der 65-Jährigen und Älteren je 100 Personen im Alter von 18 bis unter 65 Jahren) von 30 im Jahr 1990 auf 51 im Jahr 2011.

## Politik

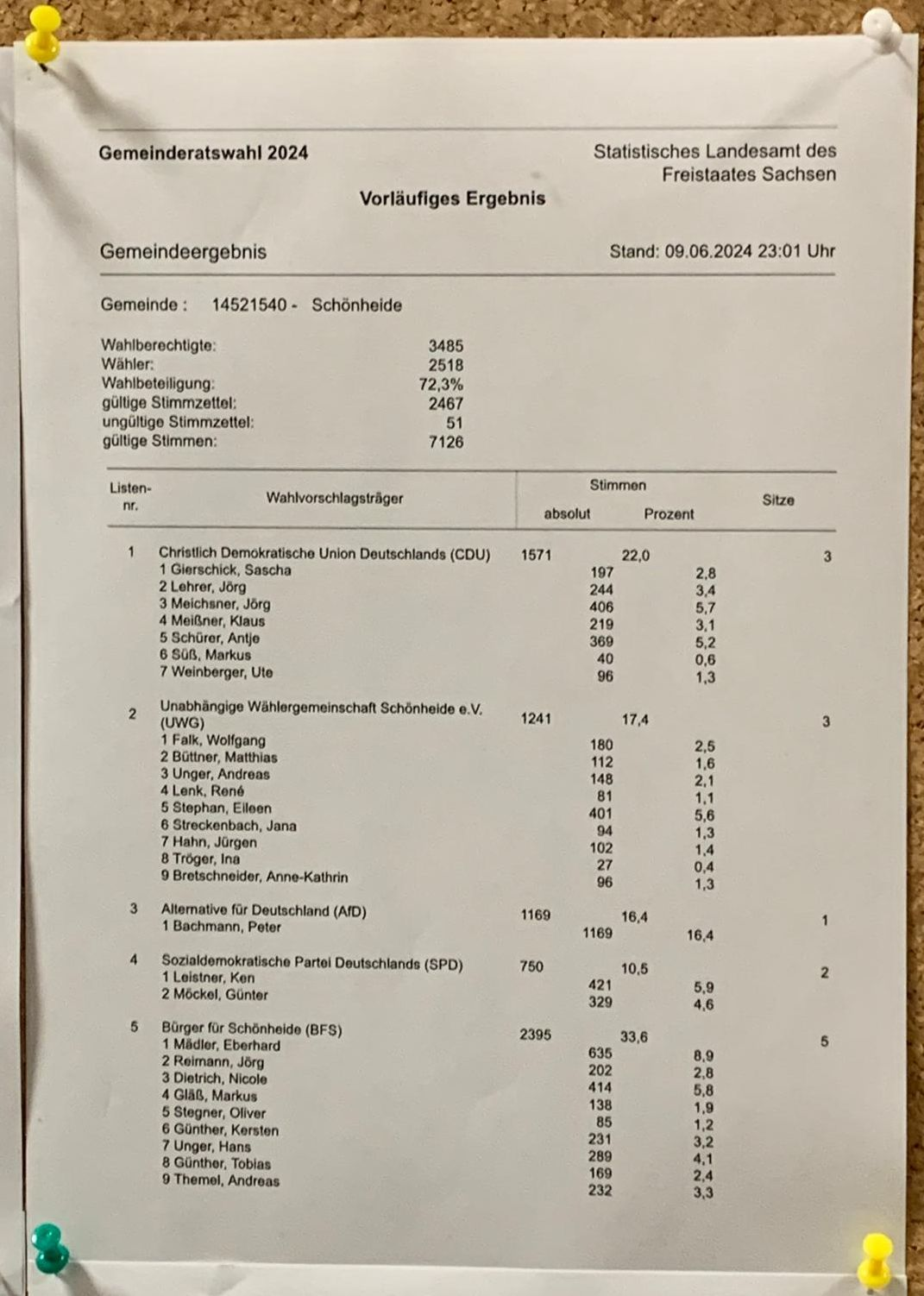
Aushang im Rathaus: Vorläufiges Ergebnis der Wahl 2024

### Gemeinderat
Nach der Wiedervereinigung erfolgte auch in Sachsen eine vollständige Umstrukturierung der Verwaltung. Für die Gemeinden galt nunmehr die kommunale Selbstverwaltung des Artikels 28 Absatz 2 des Grundgesetzes, wonach die Gemeinden durch ihre gewählten Vertreter, die gewählten Bürgermeister und die ihm unterstellte Gemeindeverwaltung die Gemeindeangelegenheiten selbstständig und eigenverantwortlich gestalten können. Das Nähere regelt die Sächsische Gemeindeordnung. Primär der Gemeinderat entscheidet über die örtlichen Angelegenheiten, in der Regel auf Vorschlag des Bürgermeisters. Insbesondere beschließt er den Haushaltsplan der Gemeinde. Er bereitet seine Beschlüsse in den Ausschüssen vor.
Wahl im Jahr 2019
Bei der Wahl am 26. Mai 2019 erreichten die CDU sieben (im Jahr 2014 fünf), die Unabhängige Wählergemeinschaft (UWG) fünf (neun), die AfD zwei Sitze (nicht vertreten), die SPD einen (zwei) und die FDP einen Sitz (nicht vertreten). Unter den 16 Mitgliedern des Gemeinderates war nach der Wahl eine Frau, und nach dem Ausscheiden eines männlichen Mitglieds des Gemeinderats rückte 2022 eine Frau nach.
Wahl im Jahr 2024
Bei der Kommunalwahl am 9. Juni 2024 kandidieren fünf Listen, die CDU mit sieben Personen, davon zwei Frauen, die Unabhängige Wählergemeinschaft e. V. mit neun Personen, darunter vier Frauen, die AfD mit einer Person, die SPD mit zwei Personen und die Bürger für Schönheide mit neun Personen, darunter zwei Frauen. Bei einer Wahlbeteiligung von 72,3 % wurden fünf Personen von Bürger für Schönheide (33,6 %), davon eine Frau und der auf dem ersten Platz kandidierende frühere Amtsverweser, Eberhard Mädler. Von der CDU-Liste (22,0 %) wurden drei, davon eine Frau, und von der Liste der UWG (17,4 %) drei, davon eine Frau, von der SPD-Liste (10,5 %) zwei Personen und von der AfD (16,4 %) der einzige Kandidat gewählt. Der Gemeinderat umfasst 14 Mitglieder, zwei weniger als nach der Größe der Gemeinde vorgesehen, weil eine Partei nur einen Kandidaten aufgestellt hatte.

### Bürgermeister
Nach der Landgemeindeordnung des Königreichs Sachsen von 1838 wurden in den Dörfern Gemeindevorstände gewählt. Deren Aufgaben waren vergleichbar mit denen von Bürgermeistern. Der erste Gemeindevorstand Schönheides war
- August Friedrich Wilhelm Jahn (1839–1843)[86] Ihm folgte
- Johann August Weck, der als Gemeindeältester die Funktion als Gemeindevorstand vorübergehend wahrnahm.[87] Weitere im Amt des Gemeindevorstands waren
- Gottlieb Friedrich Lenk (ab 1845, nach der zweiten Quelle vom 1. Januar 1857 an).[87][88] Name auch Christian Gottlieb Lenk (1. Januar 1857–1. August 1880)[89]
- Gustav Adolf Haupt (1880–1912[88])[90]
- Max Emil Winzer (1912[88]-1945), der schon während seiner Amtszeit die in Sachsen durch die Gemeindeordnung vom 1. August 1923 auch für Dörfer eingeführte Bezeichnung Bürgermeister führte.[91]
- Max Häußler[92] (ab Mai oder Juni 1945 eingesetzt von der sowjetischen Besatzungsmacht). Während der DDR-Zeit gab es eine Reihe von oft nur kurze Zeit amtierenden Bürgermeistern, so neben anderen
- Tröger (um 1950)
- Lenk (um 1952–1956)
- Schädlich (um 1953/1956/1957)
- Riedel (um 1970) und
- Lothar[93] Drieschner (um 1986[94] bis 1990)
- Ekkehard Trommer (1990–2007) war der erste Bürgermeister nach der Wiedervereinigung. direkte Wahl: 1994, 2001
- Kai Wilhelm (Wahlen: 2008, 2015), nach siebenjähriger Amtszeit im Juni 2015 für weitere sieben Jahre wiedergewählt, untersagte der Erzgebirgskreis mit Wirkung vom 12. Dezember 2017 wegen des Verdachts auf Verletzung der Dienstpflichten die Ausübung des Amtes.[95] Die Landesdirektion Sachsen bestätigte dieses Amtierverbot und kürzte die Bezüge um die Hälfte. Ein Strafverfahren vor dem Amtsgericht Aue wurde gegen eine Zahlung von 8.000 Euro eingestellt. Auf die Disziplinarklage entschied das Verwaltungsgericht Dresden als Disziplinargericht am 9. Juni 2022, den Bürgermeister aus dem Beamtenverhältnis zu entlassen.[96] Nach Zustellung der Urteilsgründe kann der Betroffene Berufung beim Oberverwaltungsgericht in Bautzen einlegen.[97] Falls er dort nicht erfolgreich sein sollte, kann er sich in einer Revision an das Bundesverwaltungsgericht wenden.[98]
- Zum 1. April 2018 wählte der Gemeinderat Eberhard Mädler zum Amtsverweser. Am 30. September 2021 wurde er abgewählt.[99] Seitdem werden die Aufgaben des Bürgermeisters durch die Stellvertreter wahrgenommen, zunächst durch Günter Möckel (SPD) und nach dessen Verzicht durch Antje Schürer (CDU).
- Für die Bürgermeisterwahl am 12. Juni 2022 wurde die 47-jährige Kämmerin der Gemeinde Schönheide, Silke Wappler, vom CDU-Ortsverband Anfang April 2022 nominiert. Sie ist nicht Mitglied der CDU.[100][101] Ein weiterer Kandidat war der von der Unabhängigen Wählergemeinschaft UWG aufgestellte 46-jährige Soldat Thomas Lang. Er ist „geprüfter Verkehrsfachwirt (IHK)“ und „geprüfter Betriebswirt (IHK)“, war von 1995 bis 2007 bei der Bundeswehr in einer Offizierslaufbahn und ist seit 2018 erneut bei der Bundeswehr.[102] Als weiterer Bewerber stellte sich der 43-jährige Schönheider Ken Leistner, ein in der Verwaltung einer anderen Kommune tätiger Betriebswirt, zur Wahl.[103] Bei einer Wahlbeteiligung von 64,4 % wurde Thomas Lang mit 53,8 % zum Bürgermeister gewählt. Silke Wappler erhielt 25,1 % und Ken Leistner 21,1 % der Stimmen.[104] Der Gewählte trat seine siebenjährige Amtszeit turnusgemäß am 1. August 2022 an.

### Wahlen

#### Wahlen zum Kreistag und Landratswahlen
An den Wahlen zum Kreistag des Erzgebirgskreises im Jahr 2014 beteiligten sich von den 4.071 (im Jahr 2008 waren es 4.467, im Folgenden jeweils in Klammern die Zahlen für 2008) Wahlberechtigten Schönheides 2.291 (3.229), also 56,3 % (72,3 %). Die Parteien erreichten: CDU 44,5 % (40,4 %), Die Linke 14,4 % (11,6 %), die SPD 13,8 % (31,6 %), FDP 10,0 % (6,6 %), AfD 6,3 % (2008 nicht kandidiert) und andere Parteien/Gruppierungen mit je unter 5 % zusammen 10,6 %. Ein Bürger Schönheides gehört nicht zu den Mitgliedern des Kreistages.
Die Wahl des Landrats im Erzgebirgskreis im Jahr 2015 nahmen von den 3.951 Wahlberechtigten Schönheides 2.550 (64,5 %) wahr. Für den bisherigen Landrat Frank Vogel stimmten 1.593 (64,2 %), für die Kandidatin der Partei Die Linke, Antje Feiks, 403 (16,2 %), für Ronny Kienert (SPD) 265 (16,2 %), für Rico George (NPD) 151 (6,1 %) und für Michael Weichert (Bündnis 90/Die Grünen) 69 (2,8 %). Vogel war somit im ersten Wahlgang gewählt.
Zur Landratswahl am 12. Juni 2022 traten sieben Kandidaten an. Im ersten Wahlgang bekam Rico Anton (CDU) 669 (29,5 %), Torsten Gahler (AfD) 419 (18,5 %), Simone Lang (SPD) 385 (17,0 %), Volker Weber (FW) 257 11,3 %, Stefan Hartung (FREIE SACHSEN) 232 (10,2 %), Tino Günther (FDP) 176 (7,8 %) und Holger Zimmer (Die Linke) 128 (5,6 %) Stimmen. Da auch kreisweit kein Kandidat die im ersten Wahlgang erforderliche absolute Mehrheit erreichte, wird am 3. Juli ein zweiter Wahlgang notwendig, in dem die relative Mehrheit für den Wahlsieg genügt.

#### Wahlen zum sächsischen Landtag
Historisches Ereignis – Erste Landtagswahl nach der Wiedervereinigung im Jahr 1990
Im Jahr 1990 konnten die Schönheider am 14. Oktober knapp zwei Wochen nach der Wiedervereinigung zum ersten Mal seit über 58 Jahren an freien Wahlen der Abgeordneten des Landtages von Sachsen teilnehmen. Nach der Wiedervereinigung Deutschlands wurde das 1952 in der DDR aufgelöste Land Sachsen wieder gebildet. Für Schönheide war aus diesem Grund diese Wahl ein besonderes historisches Ereignis.
Von den 5.108 Wahlberechtigten gingen 76 Prozent an die Wahlurnen. Die Zweitstimmen entfielen auf CDU 55,9 Prozent, SPD 22,8 Prozent, FDP 5,9 Prozent, PDS 5,3 Prozent und andere Parteien zusammen 9,6 Prozent, darunter die mit der CSU vergleichbare DSU 3,9 Prozent. Die Parteien der DDR-Demokratiebewegung erhielten: Neues Forum 3,3 Prozent und Demokratischer Aufbruch 0,6 Prozent. Die NPD erreichte mit 12 der 3880 abgegebenen Stimmen 0,3 Prozent. Die Wahlentscheidung in Schönheide wich deutlich von dem Ergebnis für ganz Sachsen ab: Die Wahlbeteiligung betrug nur 72,8 Prozent, die CDU erreichte 53,8 Prozent, die DSU 3,6 Prozent und beide Parteien zusammen 57,4 Prozent. Die SPD erzielte 19,1 Prozent, die FDP 5,3 Prozent und die PDS 10,2 Prozent (s. auch Artikel Landtagswahl in Sachsen 1990).
Landtagswahl 2014
Die Landtagswahl am 31. August 2014 brachte von den 4.051 Wahlberechtigten nur 47,8 (in Klammern jeweils die Daten von ganz Sachsen: 49,2) Prozent an die Urnen. So entschieden die Schönheider mit ihren Listenstimmen: CDU 45,1 (39,4) Prozent, Die Linke 15,4 (18,9) Prozent, SPD 15,1 (12,4) Prozent, FDP 4,7 (3,8) Prozent, Grüne 2,9 (5,7) Prozent, NPD 4,5 (4,9) Prozent, AfD 9,8 (-) Prozent, andere Parteien 2,6 (5,1) Prozent.
Im Wahlkreis 14 – Erzgebirge 2 – wurde direkt gewählt der Abgeordnete Thomas Colditz, Aue(Sachsen).
Landtagswahl 2019
Zur Landtagswahl am 1. September 2019 waren 3.770 Personen wahlberechtigt. Davon gaben 2.451, also 65 Prozent (in Klammern jeweils die Daten von ganz Sachsen: 66,5 Prozent), ihre Stimme ab. Mit ihren Listenstimmen entschieden die Schönheider: CDU 38,5 (32,1) Prozent, Die Linke 7,6 (10,4) Prozent, SPD 9,4 (7,7) Prozent, FDP 4,5 (4,5) Prozent, Grüne 3,4 (8,6) Prozent, NPD 0,9 (0,6) Prozent, AfD 29,1 (27,5) Prozent, andere Parteien 6,4 (8,7) Prozent.
Im Wahlkreis Erzgebirge 2 wurde Eric Dietrich (CDU) aus Stützengrün direkt in den Landtag gewählt.

#### Wahlen zum Deutschen Bundestag
Bei den Bundestagswahlen am 27. September 2009 verteilten die 65,1 (in Klammern jeweils die Zahlen für ganz Deutschland: 70,8) Prozent der 4.404 Wahlberechtigten, die an der Wahl teilnahmen, ihre Zweitstimmen so: CDU 39,1 (35,2 – CDU und CSU zusammen) Prozent, SPD 16,8 (23) Prozent, FDP 13,5 (14,6) Prozent, Die Linke 22,9 (11,7) Prozent, Grüne 2,9 (10,6) Prozent, andere Parteien 4,7 (6,0) Prozent, davon NPD 3,5 Prozent. Im Wahlkreis wurde Günter Baumann (CDU), Jöhstadt, direkt gewählt.
Bei der Bundestagswahl am 22. September 2013 nahmen 2.927 (70,9 Prozent) der 4.131 Wahlberechtigten an der Wahl teil und vergaben ihre Zweitstimmen so: 47,4 Prozent der CDU, 18,3 Prozent Die Linke, 16,5 Prozent SPD, 3,5 Prozent FDP, 2,3 Prozent Bündnis 90/Die Grünen, 5,3 Prozent AfD (Alternative für Deutschland). Andere Parteien erhielten 6,7 Prozent, davon die NPD 3,3 Prozent und die Piraten 1,9 Prozent. Im Wahlkreis wurde direkt in den Bundestag gewählt Günter Baumann.
An der Bundestagswahl am 24. September 2017 nahmen 2.879 (74,9 Prozent) der 3.843 Wahlberechtigten teil und vergaben ihre Zweitstimmen so: 34,4 Prozent der CDU, 13,1 Prozent Die Linke, 12,1 Prozent SPD, 7,4 Prozent FDP, 2,3 Prozent Bündnis 90/Die Grünen, 25,1 Prozent AfD. Im Wahlkreis wurde Alexander Krauß aus Schwarzenberg direkt in den Bundestag gewählt.
An der Bundestagswahl am 26. September 2021 nahmen 2.839 (77,9 Prozent) der 3.643 Wahlberechtigten teil und vergaben ihre Zweitstimmen so: 28,8 Prozent AfD, 22,1 Prozent SPD, 20,2 Prozent CDU, 9,6 Prozent FDP, 6,5 Prozent Die Linke und 3,0 Prozent Bündnis 90/Die Grünen. Sonstige Parteien und Wählervereinigungen erreichten 9,6 Prozent. Im Wahlkreis (164: Erzgebirgskreis I) wurde Thomas Dietz, AfD, direkt in den Bundestag gewählt.

## Wappen
| Wappen von Schönheide | Blasonierung: „In Silber über einem schwarzen Punkt und vor zwei schräggekreuzten schwarzen Berghämmern sowie einer schwarzen Rodehacke eine bewurzelte grüne Eiche, beiderseits begleitet von je einer grünen Heidekrautpflanze mit je einer roten Blüte.“ |
| Wappen von Schönheide | Wappenbegründung: Das Wappen wurde mit dieser Beschreibung vom Schönheider Gemeinderat in seiner Sitzung am 5. Mai 1997 eingeführt. Es beruht auf einem im Jahr 1643 verwendeten „Gerichtssigil zur Schönheyd“ und übernimmt dessen Wappenmotive. Eine Eiche steht seit dem frühen 17. Jahrhundert auf dem Marktplatz vor dem Rathaus. Schlägel und Eisen erinnern an den Bergbau von der Gründungszeit bis in das 18. Jahrhundert. Die Rodehacke weist auf die Rodung des Waldes für die Besiedlung hin. Die Heidepflanzen greifen den Namen der Gemeinde auf. Die Herkunft und Bedeutung des schwarzen Punktes unter der Eiche sind ungeklärt, er findet sich schon auf dem Siegel von 1643. |

Die Gemeindeflagge wird im Beschluss des Gemeinderates vom 5. Mai 1997 so beschrieben: „Grün-weiße Bikolore mit aufgelegtem Gemeindewappen.“

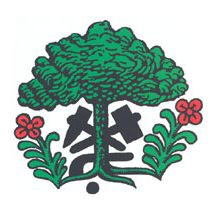
Wappen von 1997
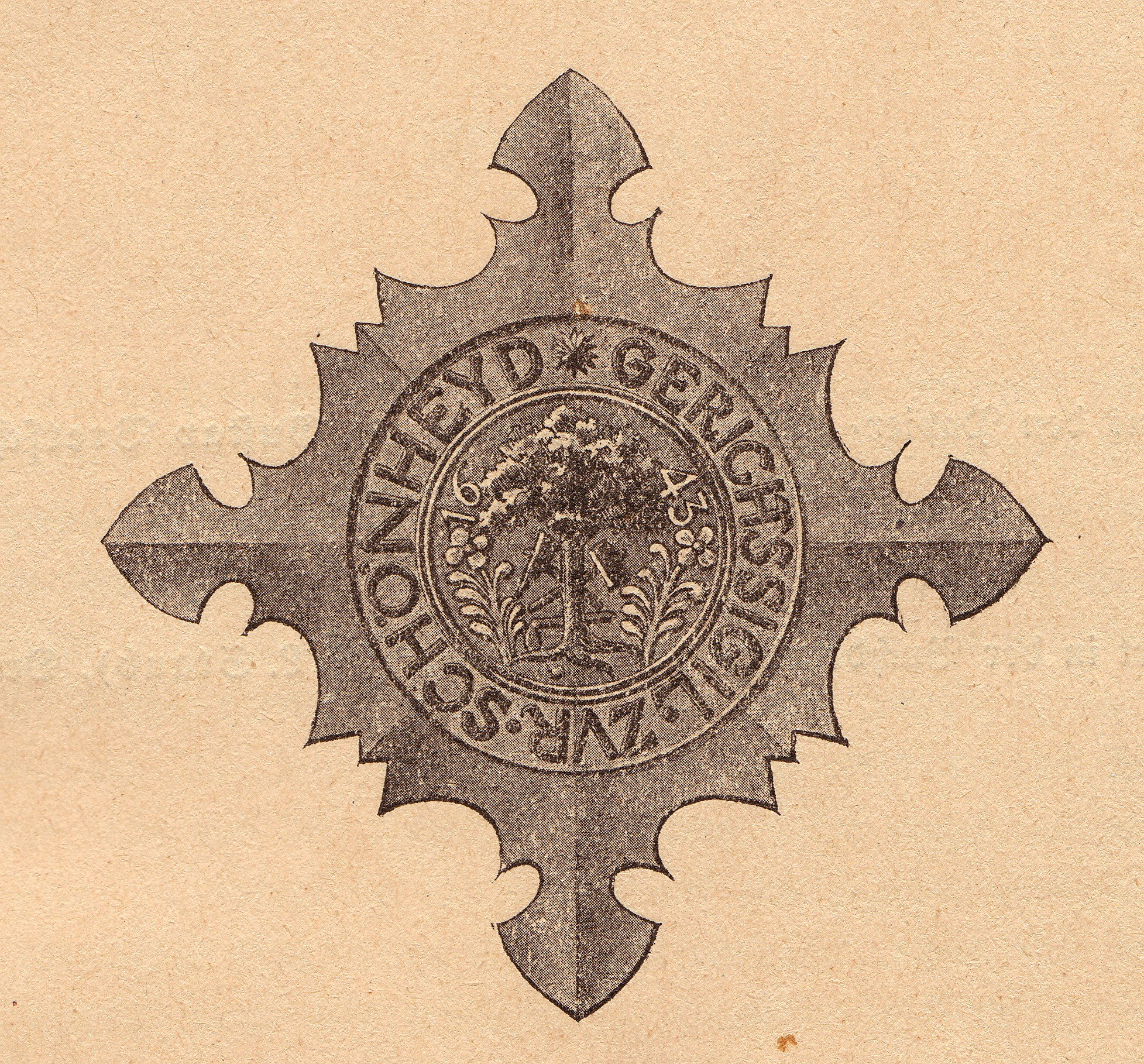
Gerichtssiegel von 1643
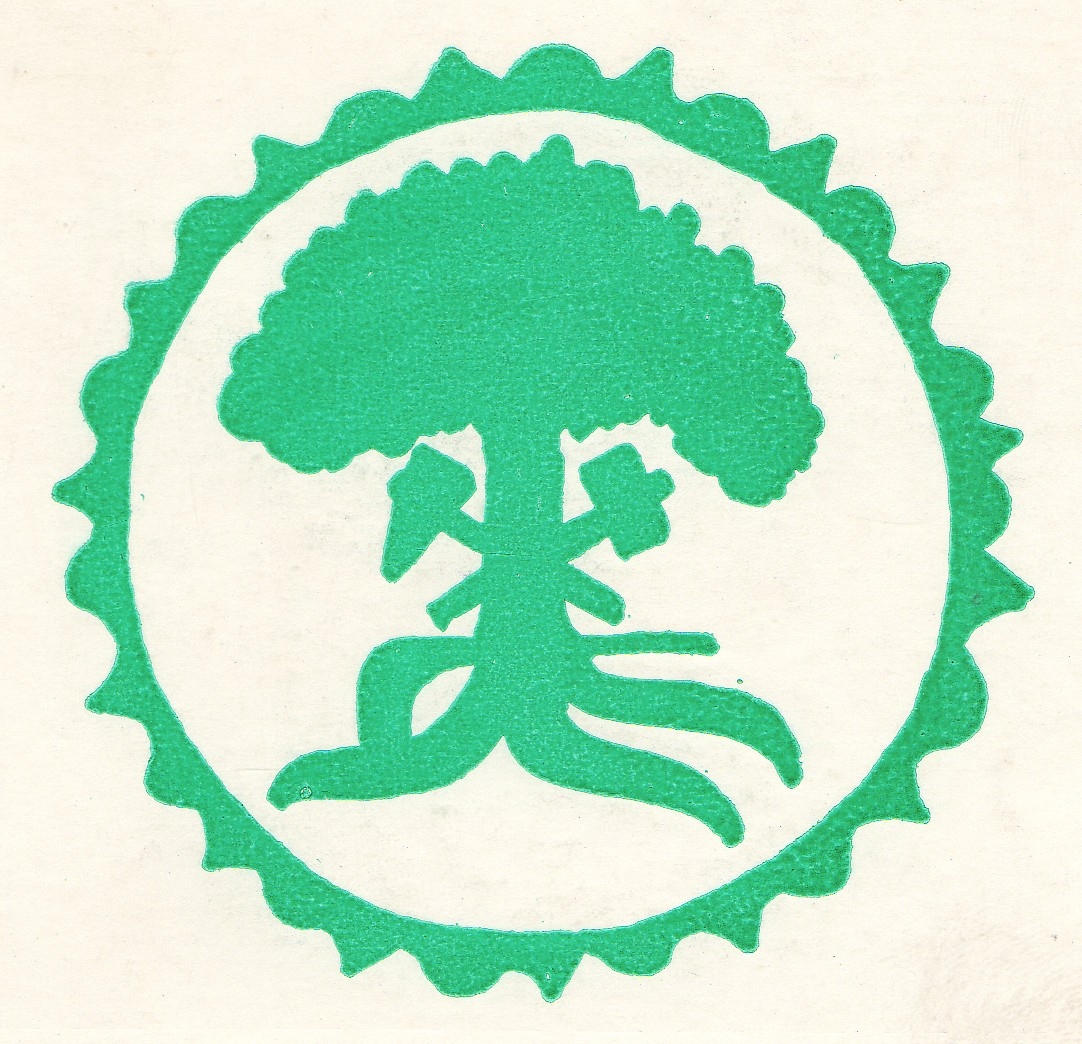
Gemeindesignet von 1987
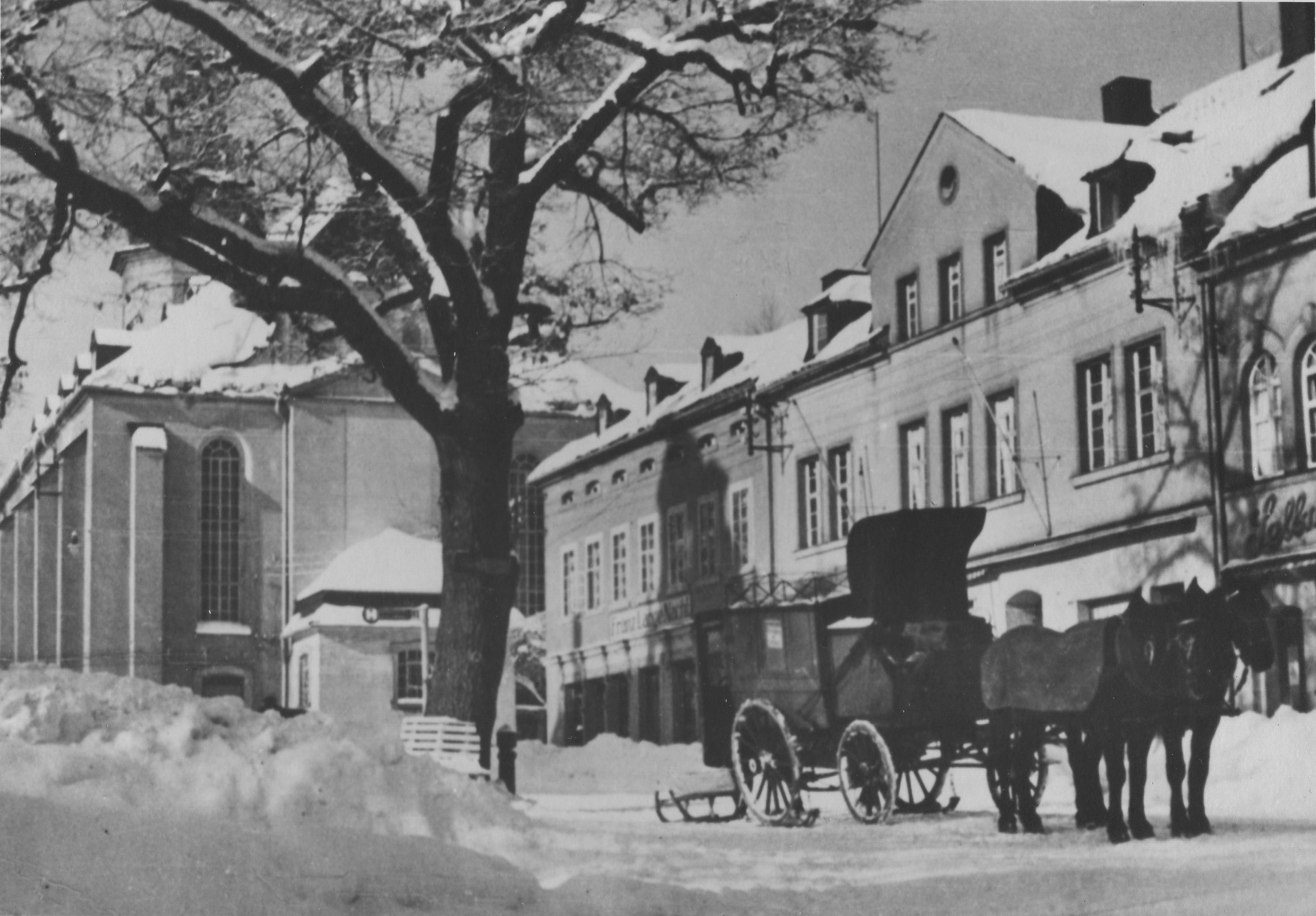
Marktplatz mit Eiche 1938
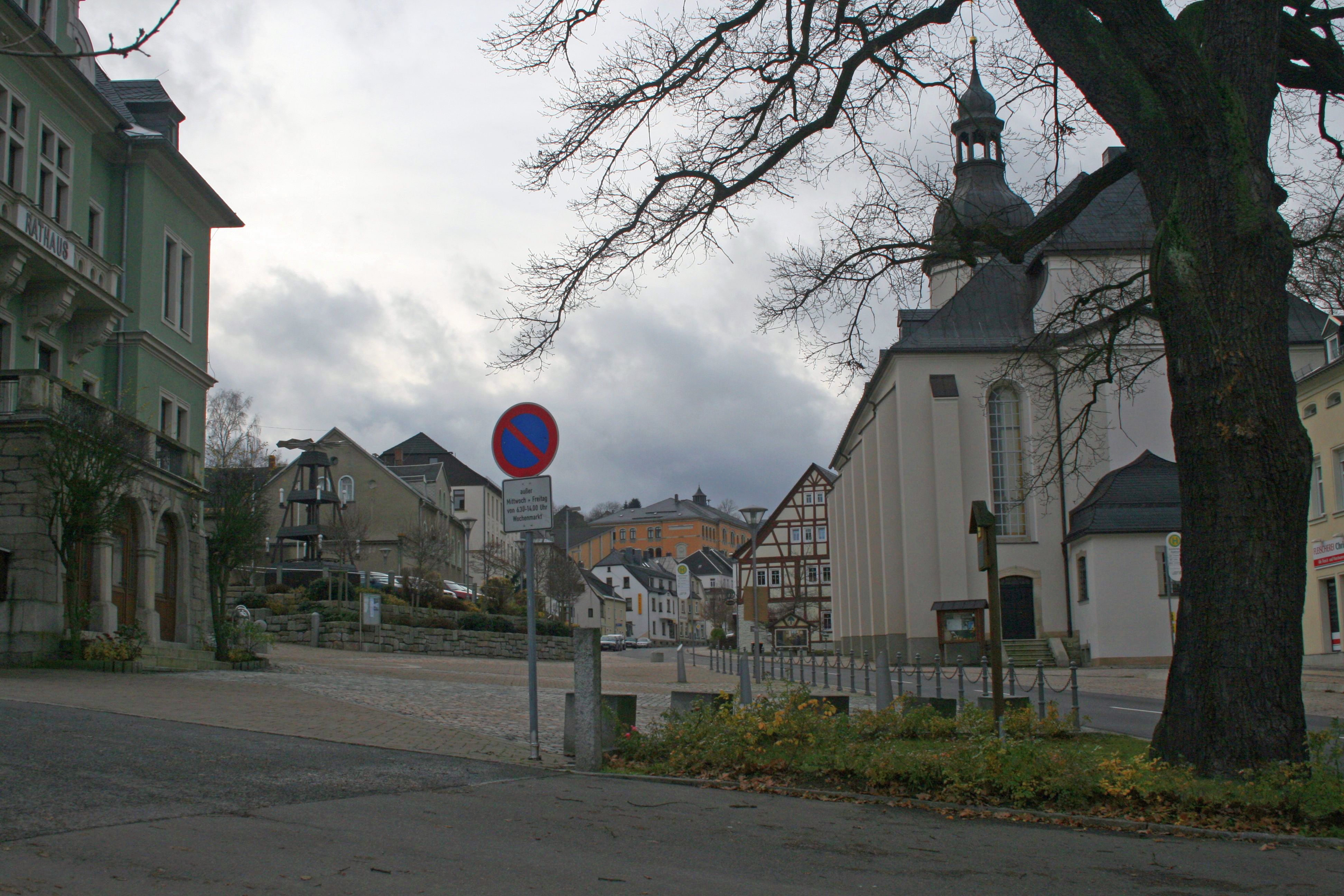
Marktplatz mit Wappeneiche 2009

## Partnerschaften mit anderen Gemeinden

20 Jahre Partnerschaft Schönheide – Sulzbach

Schönheide unterhält partnerschaftliche Beziehungen mit Bad Rappenau (Baden-Württemberg), der hessischen Gemeinde Sulzbach (Taunus) und dem Stadtteil Beerfelden des hessischen Stadt Oberzent sowie Nüdlingen in Bayern. Im Jahr 2010 bestand die Partnerschaft mit Sulzbach, die als erste geschlossen wurde, 20 Jahre. Die Stadt Sulzbach half insbesondere in der Nach-DDR-Zeit bei der Umstellung im Bereich Gemeindeverwaltung und Schule.

### Zusammenarbeit mit Stützengrün
Schönheide hat mit der Nachbargemeinde Stützengrün ein gemeinsames Standesamt. Diese interkommunale Zusammenarbeit soll durch ein gemeinsames Bauamt ausgebaut werden. Einer Vereinbarung darüber hat der Gemeinderat von Schönheide schon zugestimmt.

## Kultur und Sehenswürdigkeiten

### Dialekt
In Schönheide wird westerzgebirgisch gesprochen, schon wenige Kilometer weiter westlich – hinter dem Wald – beginnt der vogtländische Dialekt. Ihr Dorf bezeichnen die Schönheider als „Schennhaad“. In umgebenden Dörfern und Städten ist eher die Bezeichnung „Schiehaad“ verbreitet. Schon im 20 km muldeabwärts liegenden Aue (Sachsen) wird die Sprechweise der Schönheider als singend bezeichnet. Der Satz „Wu de Hasen Hos’n un de Hosen Hus’n haaßen, do bie iech dorrhamm.“ (Wo die Hasen „Hos’n“ heißen und die Hosen „Hus’n“, da bin ich zu Hause.) gibt einen Einblick in das Westerzgebirgische. Die Schönheider Mundartschriftstellerin Martina Gutzeit (1937–2023) sprach das Schönheider Erzgebirgisch in einer Art Bühnendeutsch, wie die Rezitation eines ihrer Gedichte belegt. Eine überregionale Bekanntheit erreichte ein Schönheider Schüler mit seinen Auftritten im erzgebirgischen Dialekt. Der erzgebirgische Dialekt wird im täglichen Umgang der Schönheider untereinander praktiziert, zahlreiche Einwohner reden fast ausschließlich im Dialekt. Sie sprechen die heute noch an Stelle von Guten Tag und Auf Wiedersehen gebräuchliche Grußformel „Glück auf“ wie „Geliggauf“ und die harten Konsonanten k, p und t wie g, b und d, nur das Wort Garage wird Karasche ausgesprochen.

### Kulturdenkmale

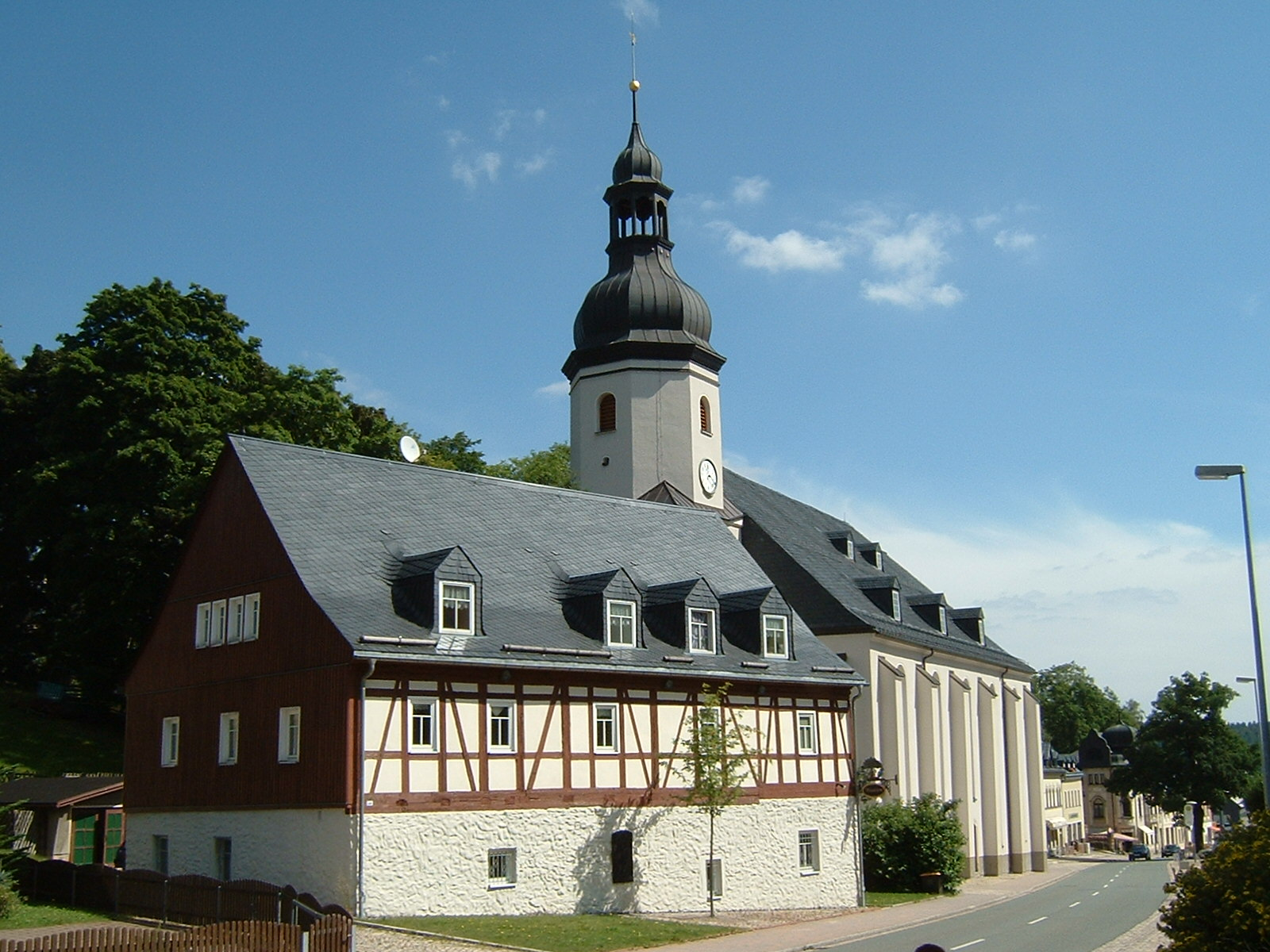
Bürsten- und Heimatmuseum

Es gibt zahlreiche Kultur- insbesondere Baudenkmale, deren Erhaltung vielfach nicht gesichert ist, weil die Nutzungen, für die sie entstanden, aufgegeben wurden oder weil sie durch Umgestaltung stark verändert werden. Im Zentrum fallen auf
- Rathaus von 1882 der Dresdner Architekten Giese und Weidner im Stil der Neorenaissance
- Alter Friedhof oberhalb des Rathauses

### Naturschutz
- Siehe auch: Liste der Naturdenkmale in Schönheide

### Museen und Sakralbauten

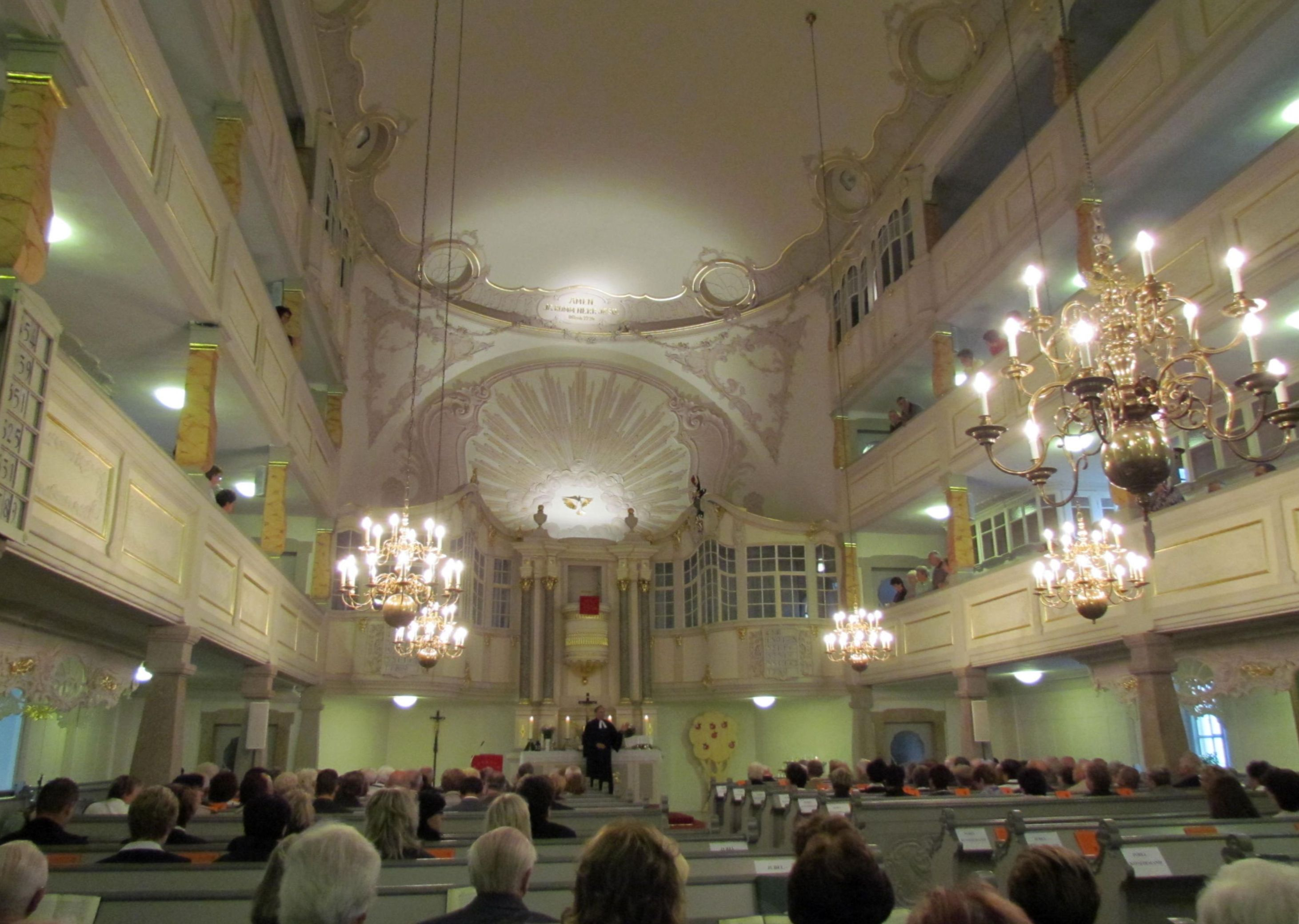
Martin-Luther-Kirche

- Bürsten- und Heimatmuseum Schönheide im ehemaligen neben der Kirche liegenden Pfarrhaus aus dem 17. Jahrhundert. Das Museum zeigt in der Dauerausstellung die Geschichte des Dorfes und der Bürstenindustrie. Regelmäßige Sonderausstellungen behandeln ortsgeschichtliche und regionale Themen. In der Weihnachtszeit wird die erzgebirgische Handwerkskunst jeweils in einzelnen Teilbereichen gezeigt.
- Schmalspur-Museumsbahn nach Stützengrün[132]
- Martin-Luther-Kirche: Schon um die 40 Jahre nach der Dorfgründung wurde eine Kirche gebaut, und nach deren Einsturz wurde von 1766 bis 1773 nach Plänen des Baumeisters Christian Döltz ein großer Rokoko-Bau mit dreigeschossigen Emporen auf drei Seiten in der Form einer sächsischen evangelischen Predigtkirche errichtet, auf der Ostseite mit Altar, Kanzel und Orgel übereinander. Innen ist die Kirche 29 Meter lang, 15 Meter hoch und 15 Meter breit. Der Innenausbau zog sich über Jahrzehnte bis etwa 1835 hin. 32 verglaste Betstuben wurden zur Mitfinanzierung des Baus vermietet,[133] jene rechts vom Altar trägt das Wappen der früheren Besitzer des Eisenwerkes Schönheiderhammer, Edler von Querfurth. 1902/03 wurde die Kirche umgebaut. Bis auf den Anbau einer Sakristei nach Osten blieb das Äußere mit seinem steilen schiefergedeckten Satteldach mit Gaupen, dem im Verhältnis zur Höhe des Kirchenschiffs etwas zu niedrigen Turm und dem Kirchenschiff mit hohen durchgehenden Fenstern und Strebepfeilern im Wesentlichen unverändert. Im Inneren wurde die Decke abgehängt und mit einer Stuckverzierung versehen. Die Orgelempore wurde auf die Westseite verlegt, eine Jehmlich-Orgel ersetzte die von Johann Gottlob Trampeli aus dem Jahr 1795, das Trampeli-Gehäuse kam in veränderter Zusammenstellung vor die neue Orgel. Dehio betont die „überwiegend einheitliche Rokoko-Ausstattung“ der Schönheider Kirche, die Veränderungen des Umbaus aus dem Anfang des 20. Jahrhunderts „fügen sich in das Gesamtbild ein“.[134]

### Bibliothek
Schönheides Gemeindebibliothek im Rathaus ist direkt vom Marktplatz aus zugänglich und bietet an drei Tagen in der Woche über 10.000 Medien an: Bücher – Belletristik und Fachliteratur aller Art –, Zeitschriften, Videos, DVDs und Hörbücher. Für junge Leser gibt es eine besondere Abteilung mit Kinder- und Jugendliteratur, Spielen und anderem. Die Bibliothek macht Bestellungen über Fernleihe und Internetrecherchen möglich. Sie wurde schon im Jahr 1844 gegründet Albert Schiffner nennt sie in seinem ungefähr 1848 erschienenem Werk „Führer im Muldenthale“ eine Dorfbibliothek, deren Stamm 44 geschenkte Bände gebildet hätten. Sie ist eine der ältesten in Westsachsen.

### Gedenkstätten

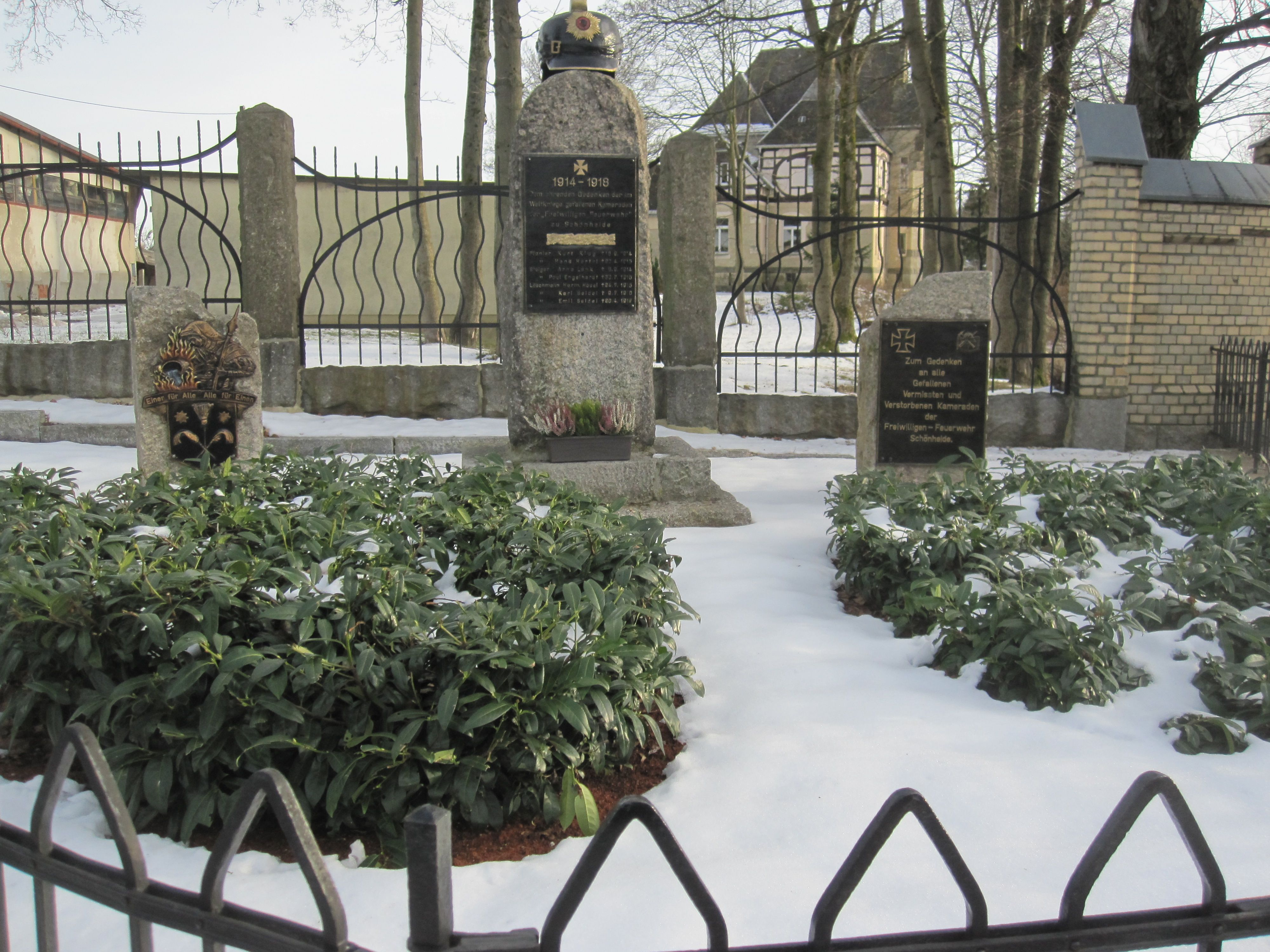
Feuerwehrdenkmal in der Gestaltung des Jahres 201

- Auf dem unteren Teil des alten Friedhofs wurde in den ersten Jahren nach dem Zweiten Weltkrieg ein Mahnmal für 30 KZ-Häftlinge von den Außenlagern Lengenfeld und Zwickau des KZ Flossenbürg errichtet, die am 14. April 1945 auf einem Todesmarsch von SS-Männern in Schönheide erschossen wurden.
- Eine Plakette an dem Mahnmal in alten Friedhof erinnert an den Antifaschisten Rudi Radecker, der 1942 hingerichtet wurde.
- Das Feuerwehrdenkmal im oberen Ortsteil, ursprünglich errichtet zum Gedenken an die im Ersten Weltkrieg gefallenen Feuerwehrleute, hat heute zusätzlich eine Gedenktafel, die allen in Kriegen gefallenen Feuerwehrmännern Schönheides gilt.
- An der Außenwand des Bürsten- und Heimatmuseums würdigen zwei gusseiserne Tafeln die im Ersten Weltkrieg gefallenen Sportler aus Schönheiderhammer und aus Schönheide. Letztere Tafel war früher an der Südseite der abgerissenen Turnhalle angebracht.
- Das Mahnmal für Gefallene des Deutsch-Französischen Kriegs von 1870 bis 1871 auf dem früher Gustav-Haupt-Platz genannten Platz neben der Schule wurde nach 1945 zerstört.
- Das sogenannte Ehrenmal auf dem Knock oberhalb des alten Friedhofs, aus Anlass der 400-Jahr-Feier 1937 errichtet, war den Toten des Ersten Weltkrieges und den „Helden der nationalsozialistischen Bewegung“ gewidmet, ohne dass je eine Widmungstafel angebracht wurde. Unmittelbar nach dem Ende des Zweiten Weltkriegs, im Juli 1945, wurde auf der etwa um ein Drittel gekürzten Stele ein fünfzackiger Sowjetstern angebracht, der nach 1990 wieder entfernt wurde.
- Auf dem kommunalen Neuen Friedhof im Ortsteil Schädlichsberg steht neben der Kapelle ein Gedenkstein mit der Aufschrift in aufgesetzten Metalllettern „Für alle Opfer jeglicher Gewaltherrschaft“.[137]

## Sport
Seit 1936 wird in Schönheide Eishockey gespielt, der Verein Schönheider Wölfe e. V. wurde 2017 neu gegründet und spielt in der Saison 2017/18 in der Regionalliga Ost. Heimspiele ziehen bis zu 750 Zuschauer an.
Der FC Schönheide wurde als Fußballverein im Jahr 1929 ins Leben gerufen, und die Herrenmannschaft ist 2023 in der 1. Kreisklasse aktiv. Der Verein nimmt an regionalen Fußballwettbewerben teil und verfügt über sieben Mannschaften im Spielbetrieb.
Andere Vereine, wie für Handball, Tischtennis, Skifahren und Gymnastik, ergänzen das Sportangebot.
Sportstätten
- Kunstrasen-Fußballplatz „Waldstadion“, Kunstrasen 2018 erneuert.[141]
- Kunsteisstadion Schönheide „Wolfsbau“ für Eishockey und für Freizeit-Eislauf
- Sporthalle mit Zuschauertribüne an der Geschwister-Scholl-Schule, genutzt von Schule und Vereinen
- Langlaufloipe am Waldrand im Oberdorf

## Regelmäßige Veranstaltungen
In der Martin-Luther-Kirche gibt es das Jahr über regelmäßig Kirchenmusik. Die Museumsbahn bietet mehrmals im Jahr Fahrten auf der Schmalspurstrecke ab Bahnhof Schönheide-Mitte an, auch im Winter bei Schnee. Auch am Bahnhof Wilzschhaus werden regelmäßig Veranstaltungen rund um die Bahn durchgeführt, so auch Eisenbahnfahrtage auf der Normalspurstrecke Richtung Hammerbrücke und – in Planung – Richtung Schönheiderhammer. Es gibt auch Fahrten des Wernesgrüner Schienenexpresses. Alljährlich findet Anfang September das Bürstenfest statt.
Für das Straßenfest im Juli wurde bis vor einigen Jahren mitten im Dorf die Hauptstraße gesperrt. Die Schönheider Kirmes ist traditionell am 2. Wochenende des Oktobers. Das alljährliche Feuerwehr-Familien-Fest der Freiwilligen Feuerwehr Schönheide gibt es Mitte August oder Anfang September. Das Bürsten- und Heimatmuseum veranstaltet jedes Jahr Oldtimertreffen und Handwerkerwochenenden mit Vorführungen alter Handwerkstechniken. Seit 2004 treffen sich Motorradfahrer am ersten Sonntag im Juli zu einem Gottesdienst unter freiem Himmel am Fuchsstein. Der Weihnachtsmarkt am Sonnabend vor dem ersten Advent auf dem Marktplatz hatte schon vor 1800 einen Vorgänger, den Advents-Freitagsmarkt.

## Wirtschaft und Infrastruktur

### Gewerbliche Wirtschaft
Im Jahr 2016 waren in Schönheide von 1.681 sozialversicherungspflichtig am Ort Tätigen etwa die Hälfte, nämlich 838, im verarbeitenden Gewerbe tätig. Zusätzlich gab es 1.504 außerhalb des Ortes Tätige.

### Landwirtschaft
Landwirtschaft bedeutet heute in einer Höhenlage von 550 bis über 730 m, sich wegen der kurzen Vegetationsperiode auf Viehwirtschaft zu beschränken. Aber bis in die 1960er Jahre hatten die um die 30 Landwirte in Schönheide die klassische Kombination von Ackerbau mit Getreide, Rüben und Kartoffeln und Viehwirtschaft. Die Tiere waren ganzjährig in Anbindehaltung im Stall. Wegen der geringen Fläche pro Betrieb waren Dreinutzungsrinder selbstverständlich, nur Bauern mit mehr Fläche hatten Zugochsen, manche arbeiteten mit der Kombination Pferd und Ochse. Landwirte mit zwei Pferden waren die Ausnahme. Wegen der steilen Anstiege und der langen Schneebedeckung der Hohlwege auf den Nordseiten mussten die typischen Winterarbeiten – wie der Transport von Mist auf die Felder – auf großen Umwegen über weniger steile Straßen und Wege mit sehr hohem Zeitaufwand erledigt werden. Weite Wege waren ein generelles Problem für alle Feldarbeiten: Schönheides Bauern hatten in dem Waldhufendorf lange schmale von der Hofstelle ausgehende Streifen, die bis zum Waldrand reichten. Insbesondere im Bereich der kuppenartigen Höhen war der Feldbau schwierig, da die Bedeckung mit der Humusschicht auf Grund geringer Verwitterung der Böden sehr dünn ist. Das Sächsische Landesumweltamt bezeichnete das obere Westerzgebirge hinsichtlich der Bodenfruchtbarkeit als ausgesprochenes Ungunstgebiet. Die Ackerzahlen der armen, sauren Böden liegen bei den extremen Boden- und Klimaverhältnissen in Richtung Kammlagen bei Werten bis unter 20. Das Landesamt bewertet das Bodenpotenzial Ackerland in den oberen Berglagen überwiegend und auf armen Böden in den Kammlagen fast durchweg als gering bis sehr gering.
In der Zeit nach dem Zweiten Weltkrieg war der Mangel an Kunstdünger gravierend. Allgemeiner Nahrungsmangel bei großer Bevölkerungszahl ließ viele Einwohner Kaninchen, Ziegen und Schafe halten, für die sie Futter an Wegesrändern holten. Oder sie ließen die Tiere angepflockt weiden. Im Zuge der Bodenreform in der sowjetischen Besatzungszone – nach der Parole Junkerland in Bauernhand – wurden die zum Besitz der Eigentümer des Eisenwerks Schönheiderhammer, der Familie von Querfurth, gehörenden Flächen im Bereich Schädlichsberg auf Neubauern aufgeteilt. In der Produktion waren die Landwirte nicht frei in ihren Entscheidungen, sie waren im Rahmen der DDR-Planwirtschaft mit qualitativ und quantitativ in Abhängigkeit von der Fläche festgelegten Produktionsmengen belegt, sog. „Soll“, die zu staatlich festgesetzten Preisen aufgekauft wurden. Die darüber hinausgehende Produktion, sog. „freie Spitze“, konnten die Landwirte frei verkaufen. Die Maschinen- und Ausleihstation in Affalter, später Maschinen-Traktoren-Station, brachte Anfang der 1950er Jahre die ersten Möglichkeiten, eine stärker mechanisierte Landwirtschaft zu betreiben, insbesondere im Bereich der Zug- und Erntemaschinen.
In den 1950er Jahren begann die Kollektivierung der Landwirtschaft über den sog. Typ 1 (Typ 1, jeder macht seins.). Um den Beitrittsdruck zu erhöhen, wurde auch die Ausleihmöglichkeit für Maschinen und Geräte erschwert. 1961 wurde auch in Schönheide die Landwirtschaftliche Produktionsgenossenschaft (LPG) auf den Typ 3, der sog. Vollkollektivierung, umgestellt und sämtliche Bauern zum Beitritt gebracht, insbesondere auch durch starken psychischen Druck. Nur wenige Flächen blieben außerhalb der LPG „Vorwärts“. Die Bewirtschaftung in den schmalen Hufen wurde zugunsten großer zusammenhängender Flächen aufgegeben, die Streifen mit Lesesteinen zwischen den Hufen samt Bewuchs entfernt, feuchte Wiesen zum Teil aufgeforstet und steile Flächen sich selbst überlassen. Im Ortsteil Schädlichsberg baute die LPG einen Rindergemeinschaftsstall, nach sowjetischem Vorbild als Rinderoffenstall, der angesichts der Schneewinter im Erzgebirge in erheblichem Maße zu Tiererkrankungen, Minderleistungen und Tierverlusten führte, so dass er zu einem geschlossenen Stall umgebaut werden musste. Die Schönheider LPG „Vorwärts“ spezialisierte sich auf die Aufzucht von Färsen. Im Zuge der Kooperation mit anderen LPGs im Raum Zwickau erhielt sie Kälber, die in Schönheide aufgezogen wurden und als Milchkühe wieder ins Tiefland gebracht wurden.
Nach 1990 löste sich die LPG „Vorwärts“ auf, die landwirtschaftlichen Flächen gingen weitgehend an die Eigentümer zurück. Als Pachtflächen werden sie heute im Wesentlichen von zwei Wiedereinrichtern genutzt. Ein größerer Betrieb hielt bis vor einigen Jahren Schafe und stellte dann auf Mutterkuhhaltung um, neben den Weiden nutzt er die Flächen für Heu- und Silagewerbung sowie den Anbau von Futtergetreide. Außerdem halten in geringerem Umfang einige Betriebe Mastvieh, darunter Galloway-Rinder.

### Medien
In Schönheide erscheint freitags das „Schönheider Wochenblatt – Unabhängige Regionalzeitung mit amtlichen Bekanntmachungen der Gemeinde Schönheide sowie Informationen aus Carlsfeld, Stützengrün und Umgebung“. Das Wochenblatt gab es von 1872 bis Mai 1941 dienstags, donnerstags und sonnabends und nach Kriegsende im Jahr 1945 für kurze Zeit. Anfang 1990 gründete es der Journalist und heutige Herausgeber Eberhard Mädler neu. Das Erscheinen des SW wurde im Februar 2021 eingestellt.
Über örtliche Ereignisse berichtet auch der Regionalteil „Auer Zeitung“ der Chemnitzer Tageszeitung Freie Presse.

### Bildung

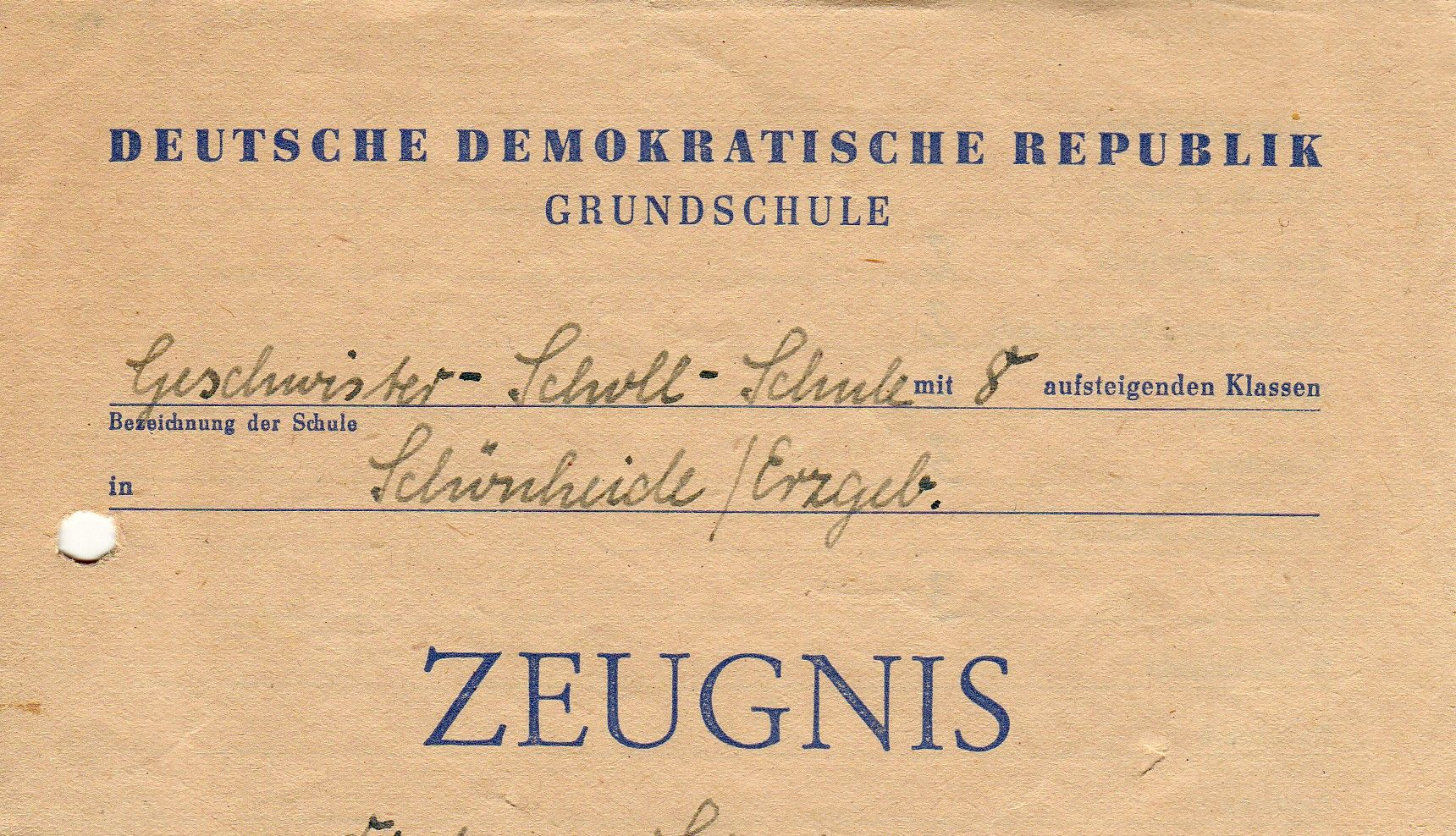
Zeugnis der Geschwister-Scholl-Schule Schönheide aus dem Jahr 1950

Die Gemeinde Schönheide hatte vier Kindergärten in eigener Trägerschaft, die im Gemeindegebiet gut verteilt liegen, die Kindertagesstätten „Villa Kunterbunt“ im oberen Dorf wurde wegen Personalmangel im November 2020 geschlossen, „Wirbelwind“ im Schwarzwinkel, „Abenteuerland“ in der Straße Paradies und „Hammerschulzwerge“ in der früheren Hammerschule.
Die Gemeinden Stützengrün und Schönheide betreiben ihre Schulen in Partnerschaft: Die Grundschule für die Klassen 1 bis 4 liegt in Stützengrün, sie wird auch von Schönheider Kindern besucht. In 11 Klassen unterrichteten 12 Lehrer 244 Schüler der beiden Dörfer. In Schönheide liegt die Schule für die Klassen 5 bis 10, die seit dem Schuljahr 2013/14 wie alle vergleichbaren Schulen in Sachsen Oberschule heißt. Zwölf Klassen mit 242 Schülern werden von 21 Lehrern unterrichtet. Seit etwa 1949 trägt die Schönheider Schule den Namen „Geschwister Scholl-Schule“. Sie hat Ganztagsangebote und Neigungskurse in den Bereichen Naturwissenschaft und Technik, Kunst und Kultur, Info und Medien, Gesundheit und Sport und sozial-gesellschaftliches Handeln. Die Schule stellt ihr berufsorientiertes Ausbilden besonders heraus.
Volkshochschulkurse für eine Reihe von Themen werden angeboten insbesondere im nahe gelegenen Rodewisch. Die Musikschule Rodewisch e. V. unterrichtet in der Schulgasse 4 in Schönheide, die Kirchengemeinde bietet Kindern und Erwachsenen Instrumentenunterricht und -spiel sowie Chorgesang.
Die nächstgelegene Fachhochschule ist die Westsächsische Hochschule Zwickau mit Fachbereichen auch in Reichenbach im Vogtland, Schneeberg und Markneukirchen, die nächstgelegene wissenschaftliche Hochschule ist die Technische Universität Chemnitz.

### Kommunale Infrastruktur
Im Jahr 1895 baute die Gemeinde Schönheide ein Elektrizitätswerk, das 1896 in Betrieb genommen wurde. Trinkwasser wird seit 1936 aus der Talsperre Carlsfeld bezogen.
Der erste Friedhof südöstlich der Martin-Luther-Kirche bestand von Siedlungsbeginn bis 1838 an der Stelle, an der heute der Marktplatz ist und das Rathaus steht. Der von 1839 an betriebene Friedhof war in der Trägerschaft der evangelisch-lutherischen Kirchgemeinde. Er wird nach dem Bau eines kommunalen Friedhofs 1995 als Alter Friedhof bezeichnet. Die Friedhofskapelle, einige Mausoleen und Grabmäler und der Friedhof in seiner Gesamtheit sind Kulturdenkmäler.

### Verkehr

#### Eisenbahn
Eisenbahn früher und heute: Bis 1975 erreichte die Schmalspurbahn Wilkau-Haßlau–Carlsfeld über den Haltepunkt Schönheide Nord (früher Neuheide), Bahnhof Schönheide Mitte (früher Schönheide) und Haltepunkt Schönheide West (früher Oberschönheide) den Bahnhof Schönheide Süd (früher Wilzschhaus). Dort traf die 750-Millimeter-Schmalspurbahn auf die Bahnstrecke Chemnitz–Adorf, die auch in Schönheide Ost (früher Schönheiderhammer) einen Bahnhof hatte.

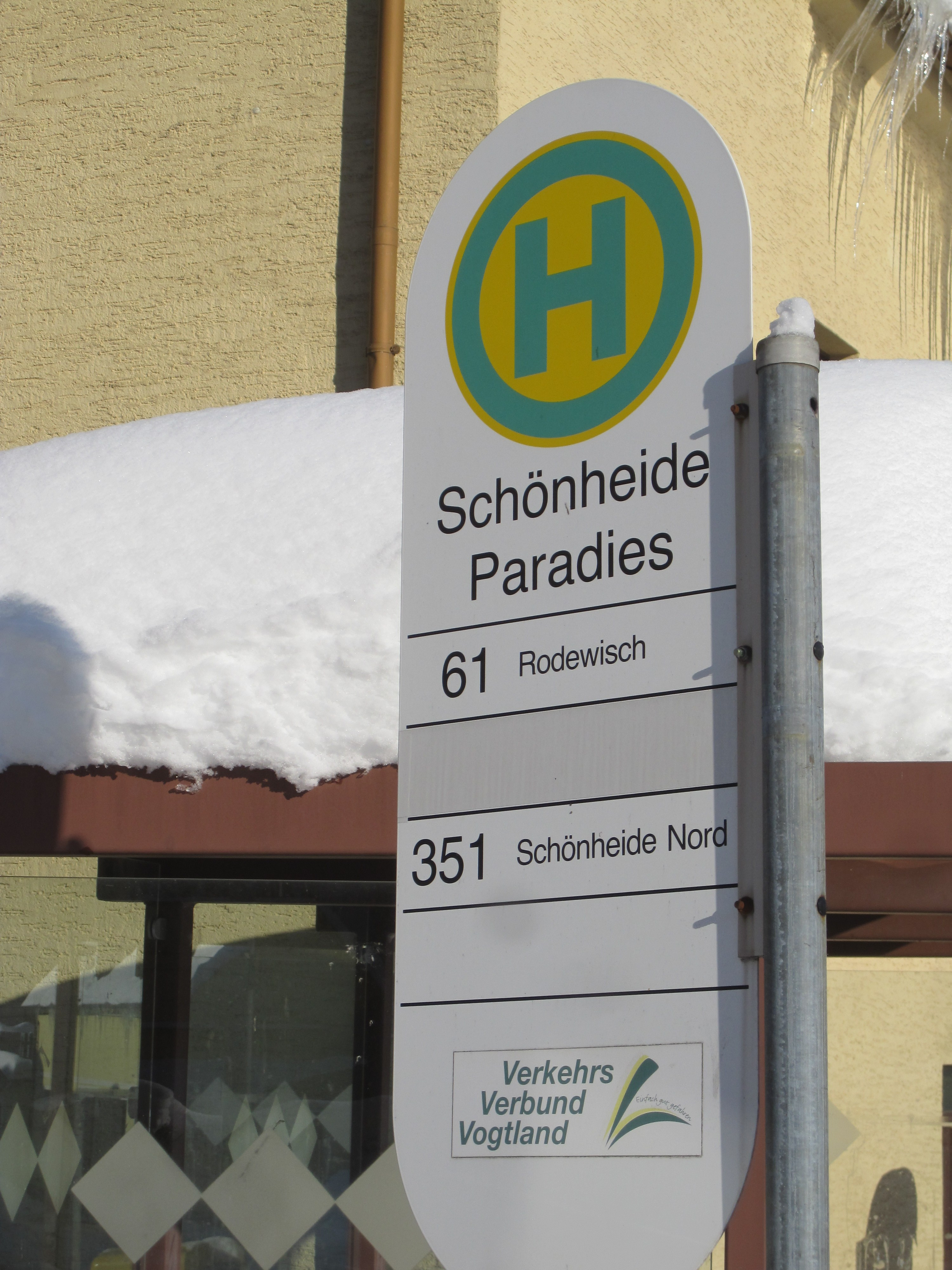
Haltestelle Paradies

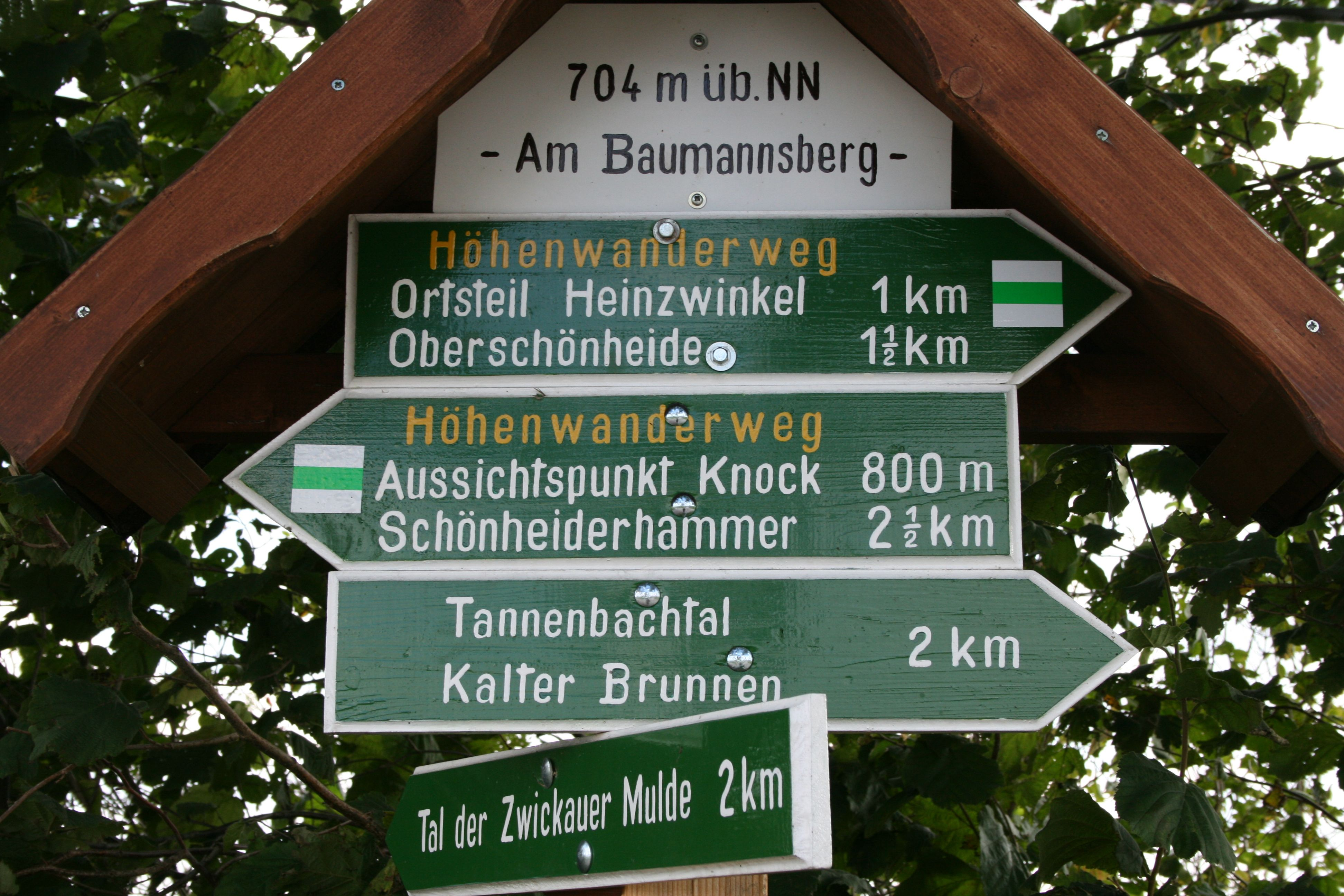
Wegweiser auf dem Baumannsberg

Der Förderverein Historische Westsächsische Eisenbahnen nahm 2007/8 auf dem Teilstück Schönheide Süd – Hammerbrücke der in den 1990er Jahren in diesem Bereich stillgelegten Bahnstrecke Chemnitz–Adorf mit dem Wernesgrüner Schienen-Express einen Touristenbahnbetrieb auf und führt im Rahmen von Veranstaltungen Sonderfahrten durch. Er strebt auch die Wiedernutzung des Teilstücks Schönheide Ost – Schönheide Süd an.

#### Personennahverkehr
Der öffentliche Personenverkehr erschließt Schönheide durch zwei Buslinien. Die Linie V 61 Schönheide – Auerbach/Vogtl. erreicht in Rodewisch die Vogtlandbahn Richtung Zwickau sowie Richtung Klingenthal und Tschechien. Über die Linie 351 Neuheide – Schönheide – Eibenstock – Aue (Sachsen) besteht die Möglichkeit, vom Bahnhof Aue (Sachs) mit der Erzgebirgsbahn Richtung Zwickau, Zwönitz, Chemnitz, Schwarzenberg sowie Johanngeorgenstadt zu fahren. Vom Zwickauer Hauptbahnhof gibt es Direktverbindungen nach Leipzig und Dresden, wo in den Fernverkehr umgestiegen werden kann.

#### Autoverkehr
Von insgesamt 3.122 Kraftfahrzeugen am 1. Januar 2013 waren 2.599 PKW, auf 1.000 Einwohner entfielen 537 PKW (im Erzgebirgskreis 569).
Schönheide ist mit dem Auto erreichbar aus Richtung Dresden – Chemnitz über die A 72, Abfahrt Stollberg/Erzgeb.-West, über Aue (Sachsen) auf der B 283. Von Nordwesten und Norden her (Westdeutschland, Norddeutschland, Berlin, Leipzig) kann Schönheide über die A 4, Abfahrt Meerane, und die B 93 bis Schneeberg und die B 169 bis Stützengrün angefahren werden.
Nach Westen und Süden Richtung Hof – Nürnberg oder München wird über die B 169 und B 94 die Auffahrt Reichenbach im Vogtland der A 72 erreicht. Dies ist mit etwa 25 Kilometern Entfernung Schönheides nächstgelegene Autobahn-Anschlussstelle.

#### Überregionale Rad- und Weitwanderwege

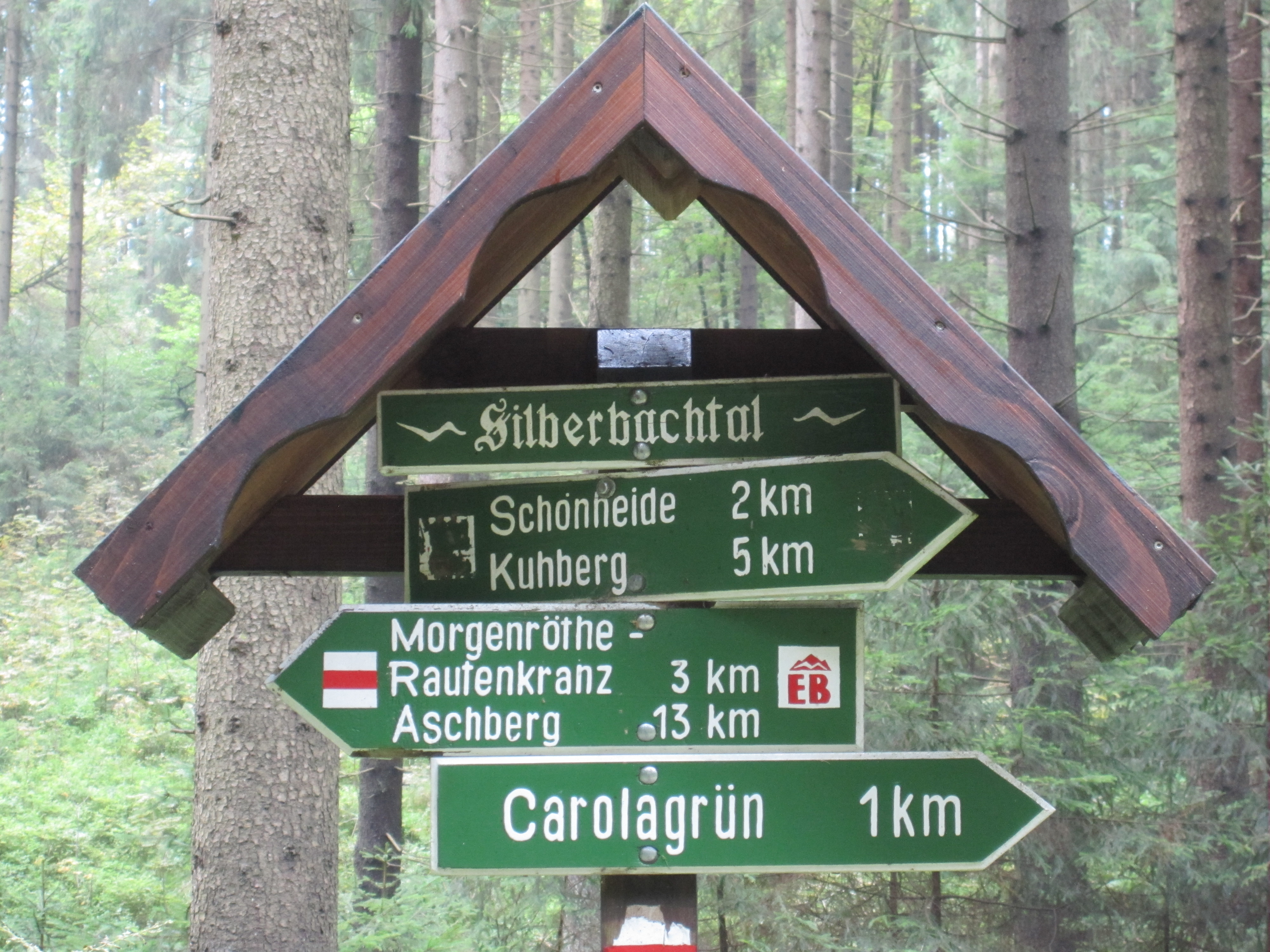
Fernwanderweg „EB“ Eisenach–Budapest: Wegweiser im Silberbachtal

Der Mulderadweg führt im Tal der Zwickauer Mulde an Schönheide vorbei. Er ist in diesem zur oberen Mulde gehörenden Bereich noch nicht ausgeschildert, Radler können auf der von ihnen gewählten flussnahen Route durch Schönheiderhammer fahren. Ein teilweise neu trassierter Radweg an der Mulde entlang von Schönheiderhammer bis Wilzschhaus und weiter bis Muldenhammer ist in Planung. Er soll den schon zwischen Aue und Blauenthal bestehenden Radweg auf der früheren Bahnstrecke ergänzen, der bis Schönheiderhammer fortgeführt werden soll. Das frühere Stationsgebäude des Bahnhofs Schönheide Ost soll zu einer Rast- und Servicestation im Zuge des Muldentalradwegs ausgebaut werden.
Drei überregionale Wanderwege führen durch das Gemeindegebiet. Der Internationale Bergwanderweg der Freundschaft Eisenach–Budapest geht durch Oberschönheide. Seine Trasse führt vom oberen Vogtland über Rautenkranz nach Norden zum Kuhberg und von dort nach Nordosten in Richtung Schneeberg. Auf dem Fernwanderweg Görlitz–Greiz kommen Wandernde, von Eibenstock aus den Kuhberg als nächstes Zwischenziel ansteuernd, durch Schönheiderhammer. Von dort führt der Weg weiter durch Schönheide, am Paradies vorbei, durch den Schwarzwinkel und durch Neuheide. Der Vogtland Panorama Weg führt von Schnarrtanne über den schon zu Schönheide gehörenden Laubberg (767 m) zum Stausee, wendet sich dann Richtung Kuhberg und folgt von dort an dem Fernwanderweg Erzgebirge-Vogtland Richtung Wernesgrün. Im Gemeindegebiet sind zahlreiche örtliche Wanderwege, auch Rundwanderwege, ausgeschildert und markiert.

## Persönlichkeiten

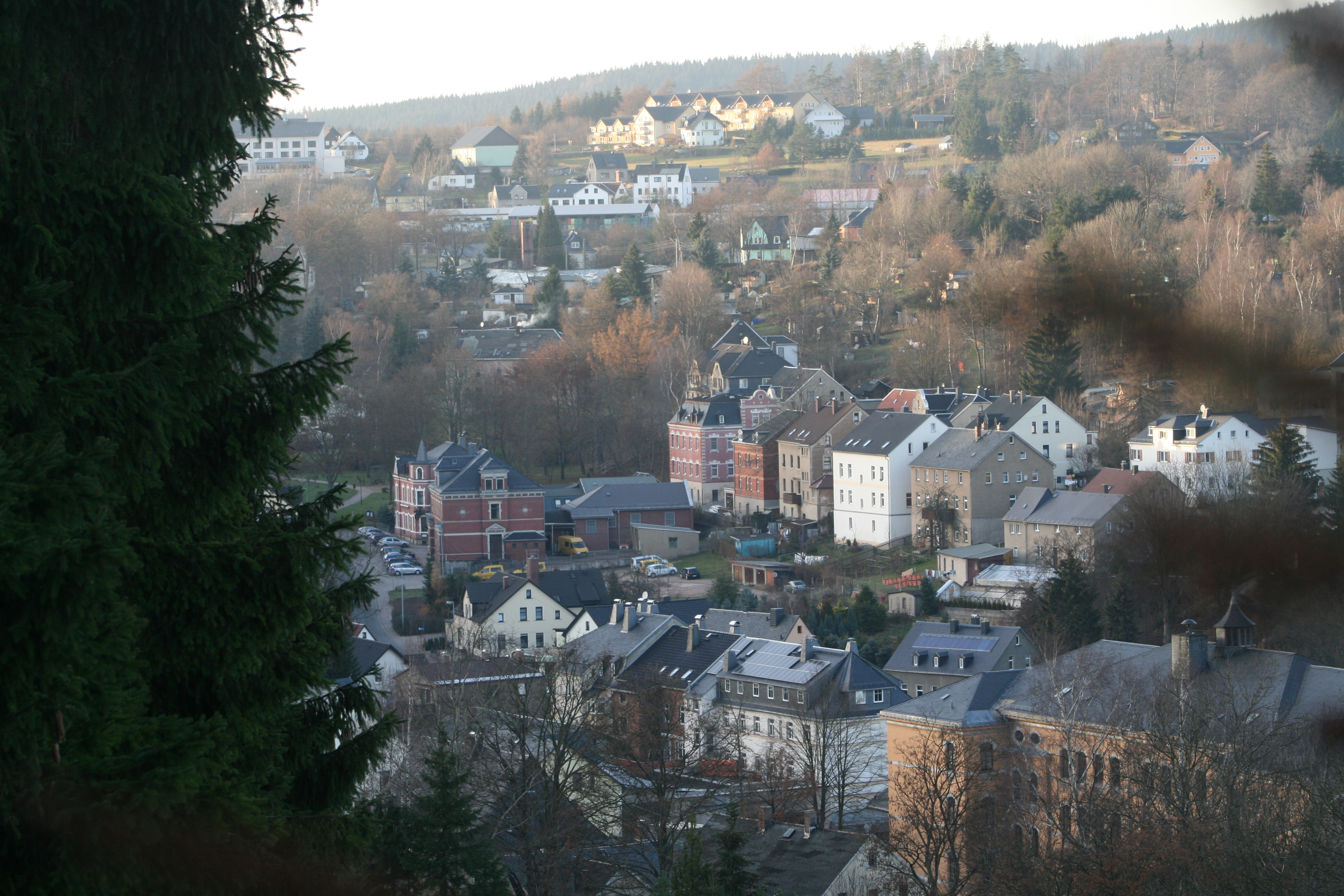
Mitteldorf mit Schule (rechts), alter und neuer Bebauung

### Ehrenbürger
- 1933: Adolf Hitler (1889–1945), Reichskanzler[165]
- 1933: Paul von Hindenburg (1847–1934), Reichspräsident[166]

### Söhne und Töchter der Gemeinde
- Jeremias Siegel (1594–1646), Unternehmer und Hammerherr in Schönheide und Wolfsgrün.
- Abraham Siegel (1630–1682), Unternehmer, Berg-, Erb- und Hammerherr zu Wolfsgrün, zeitweilig auch Besitzer von Schönheiderhammer
- George von Günther (1655–1724), Oberforst- und Wildmeister, Landjäger- und Oberfischmeister sowie Amtshauptmann
- Karl Emanuel Klitzsch (1812–1889), Organist, Komponist und Musikschriftsteller in Zwickau, Freund Robert Schumanns.
- Friedrich August Gnüchtel (1816–1866), gründete in Lauter Fabriken für Blechwaren, fertigte verzinnte Kochgeschirre als Saxonia-Geschirre, vertrieb Spankörbe und errichtete eine Porzellanmalerei[167][168]
- Karl Leistner (1825–1874), Nationalökonom, Dozent und national-liberaler Reichs- und Landtagsabgeordneter
- Louis Tuchscherer (1847–1922), Erfinder und Mechaniker, arbeitete an der Entwicklung der Automobiltechnologie
- Ottomar von Mayenburg (1865–1932), Erfinder der Chlorodont-Zahnpasta und Inhaber der Herstellerfirma
- Alfred Lorenz (1893–1958), Kommunalpolitiker
- Werner Gottsmann (1924–2004), Maler und Grafiker, Mitbegründer der DDR-Plakatkunst
- Kurt Müller (1924–2009), SED-Politiker, Oberbürgermeister von Aue und später von Karl-Marx-Stadt
- Joachim Graf von Schirnding (1928–2022), Diplomat, zwischen 1988 und 1993 Botschafter in Ecuador
- Hanno Drechsler (1931–2003), SPD-Politiker, Oberbürgermeister und Ehrenbürger von Marburg
- Volker Sinz (* 1935), Mediziner, Professor für Pathologische Physiologie an der Medizinischen Fakultät Dresden, 1997 emeritiert
- Bernd Leistner (* 1943), Bühnen- und Kostümbildner
- Ulrich Mückenberger (* 1944) ist Rechts- und Politikwissenschaftler. Er lehrte als Professor an der Universität Hamburg.
- Gero Troike (* 1945), Grafiker, Bühnen- und Kostümbildner, Theaterregisseur, Autor von Bühnenwerken

### Weitere Persönlichkeiten
- Melchior Haugk (1601–1668), frühkapitalistischer Unternehmer, lebte nach dem Stadtbrand von Auerbach einige Zeit in Schönheide
- Christian Gottlob Meinel (1812–1891), Schullehrer in Schönheide, war als Abgeordneter des Wahlbezirks 48 (Eibenstock und Umgebung) Mitglied der zweiten Kammer des Sächsischen Landtags, der im Winter 1848/49 gewählt wurde.
- Hans Edler von Querfurth (1849–1931), Besitzer des Eisenhüttenwerks Schönheiderhammer und als Konservativer um 1900 neun Jahre Mitglied des Sächsischen Landtags.
- Max Grohmann (1861–1925), Schuldirektor in Schönheide und Verfasser heimatkundlicher Schriften.
- Georg-Berndt Oschatz (* 1937), CDU-Politiker, Oberbürgermeister verschiedener Städte und Kultusminister in Niedersachsen, wuchs in Schönheide auf.
- Dietmar Schulz (* 1942), Jurist, Staatssekretär in Niedersachsen, wuchs in Schönheide auf.
- Peter Bachmann (* 1954), AfD-Politiker, Landtagsabgeordneter, Mitglied des Gemeinderats von Schönheide.
- Ulrich Möckel (* 1964), Heimatforscher, arbeitet und publiziert über das böhmische Westerzgebirge und veröffentlicht regelmäßig die Online-Zeitschrift „Grenzgänger“.